# Biserica reformată din Ghidfalău

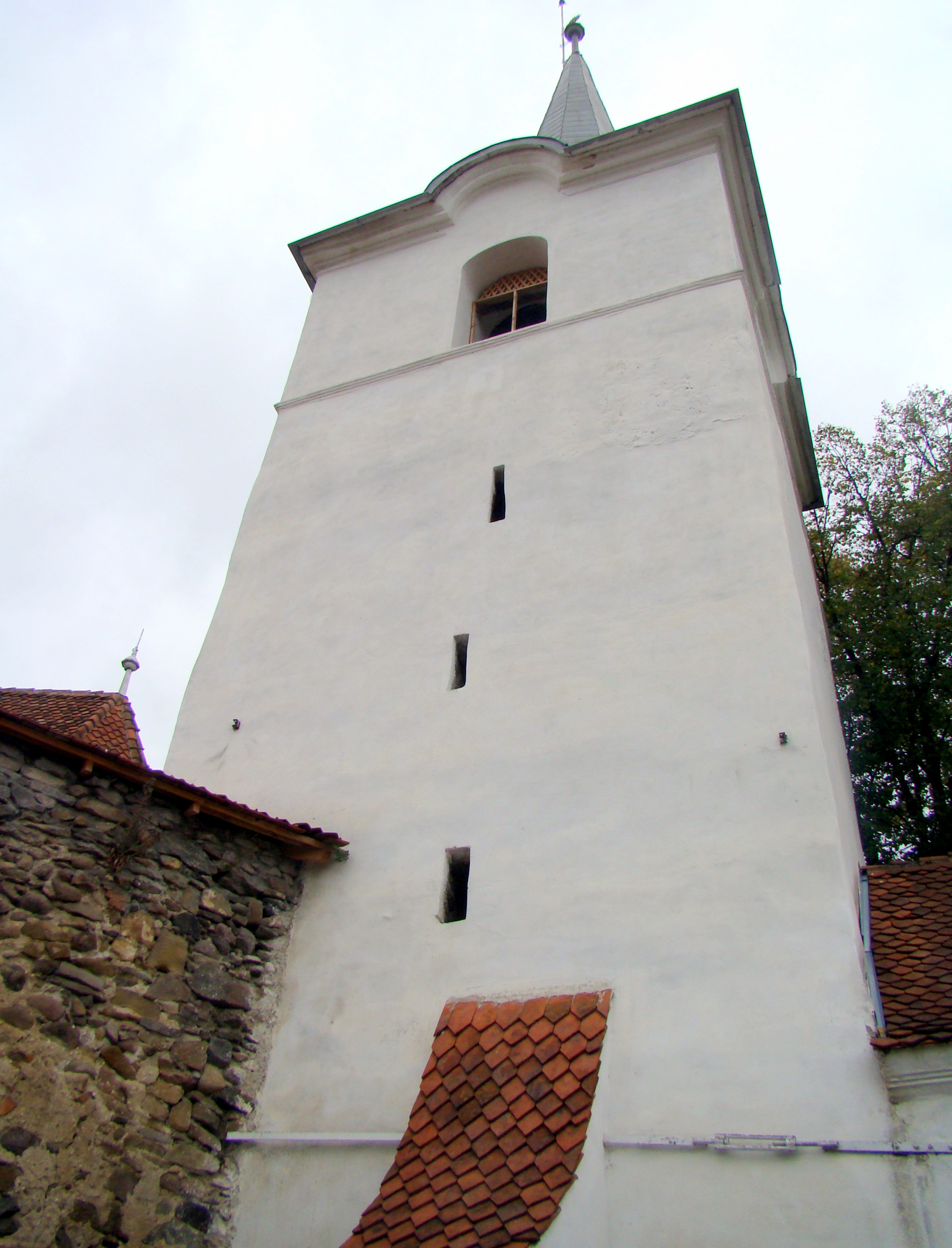
Turnul-clopotniță

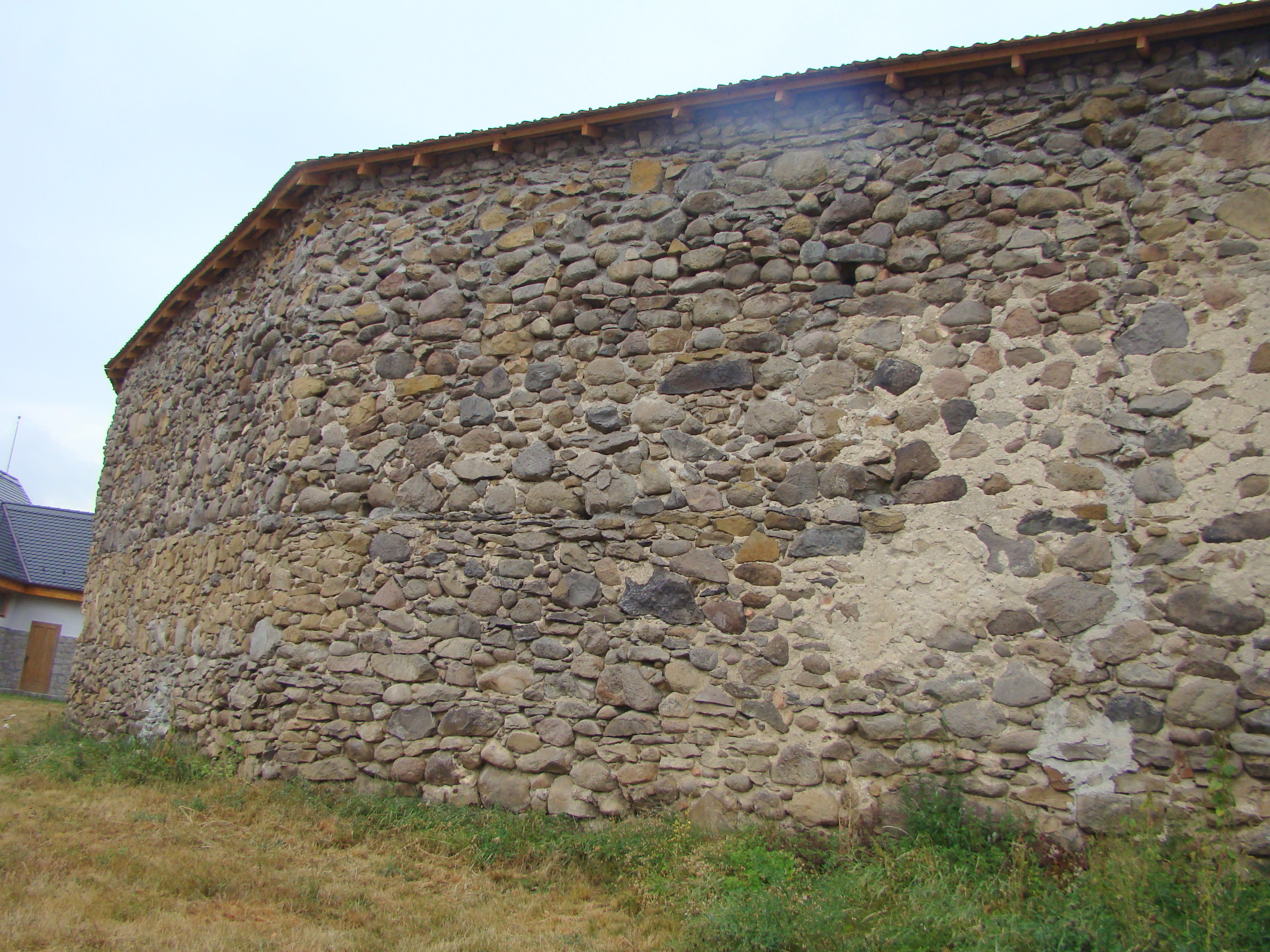
Fortificația

Ansamblul bisericii reformate din Ghidfalău este un ansamblu de monumente istorice aflat pe teritoriul satului Ghidfalău; comuna Ghidfalău. În Repertoriul Arheologic Național, monumentul apare cu codul 64354.04.
Ansamblul este format din următoarele monumente:
- Biserica reformată (cod LMI CV-II-m-A-13218.01)
- Zid de incintă cu turn de poartă (cod LMI CV-II-m-A-13218.02)

## Localitatea
Ghidfalău (în maghiară Gidófalva) este satul de reședință al comunei cu același nume din județul Covasna, Transilvania, România. Primele mențiuni despre această așezare datează din anul 1332, când era cunoscută sub numele de villa Guidonis.

## Biserica
Biserica a fost construită pe terasa din stânga Oltului, în jurul anului 1236, în cinstea Fericitei Fecioare. Din prima biserică s-a păstrat nava romanică, cu ferestrele ei înguste, care nu s-a schimbat ca mărime de-a lungul secolelor. La începutul secolului al XVI-lea a fost reconstruită în stil gotic. Sanctuarul boltit ce se închide cu cinci laturi ale octogonului a fost construit în această perioadă. Porticul cu piloni încoronat cu arcuri în potcoavă și arcuri în acoladă a fost construit în 1787. Clădirea a fost incendiată de tătari în 1658 și renovată în 1672, după cum reiese din inscripția de deasupra intrării sudice.  În anul 1802 a fost deteriorată de un cutremur, în 1816 a fost restaurată, iar în 1936 a fost reparată din nou. Biserica a suferit pagube și în urma cutremurelor puternice din 1940 și 1977.
În locul vechii orgi a fost făcută una nouă în 1817, donată de Lajos B. Bartha și soția sa Zsuzsanna T. Jancsó. Clopotul mare a fost realizat în 1834, iar în 1968 s-a turnat un clopot de 200 kg.
Construcția zidului fortificației și a turnului de poartă datează de la sfârșitul secolului al XV-lea – începutul secolului al XVI-lea. Turnul-clopotniță, ce a servit în trecut drept turn de poartă, se află la trei metri sud-est de biserică. Cetatea bisericească medievală a jucat un rol important în protejarea populației locale.
Recent, în 2016, au fost identificate complet și conservate scenele de pe frescele bisericii, ascunse timp îndelungat. Explorarea completă a zidurilor nordice și vestice ale navei a fost realizată conform planului întocmit de arheologul Flóris Rómer. Pe zidul vestic al navei se poate vedea ciclul de fresce Legenda Sfântului Ladislau.
Pe suprafețele fragmentare se pot recunoaște scenele reprezentând părăsirea Oradei, urmărirea și odihna. În registrul de jos al zidului vestic al navei, între colțul zidului sudic și intrarea vestică, se poate identifica lupta cavalerului Sf. Gheorghe cu balaurul. În partea de sus a zidului nordic al navei se pot recunoaște scenele nașterii lui Hristos, închinarea împăraților, uciderea pruncilor din Betleem, intrarea în Ierusalim și Cina cea de Taină. Lucrările au fost coordonate de către restauratorul de fresce Lóránd Kiss.

## Imagini din exterior

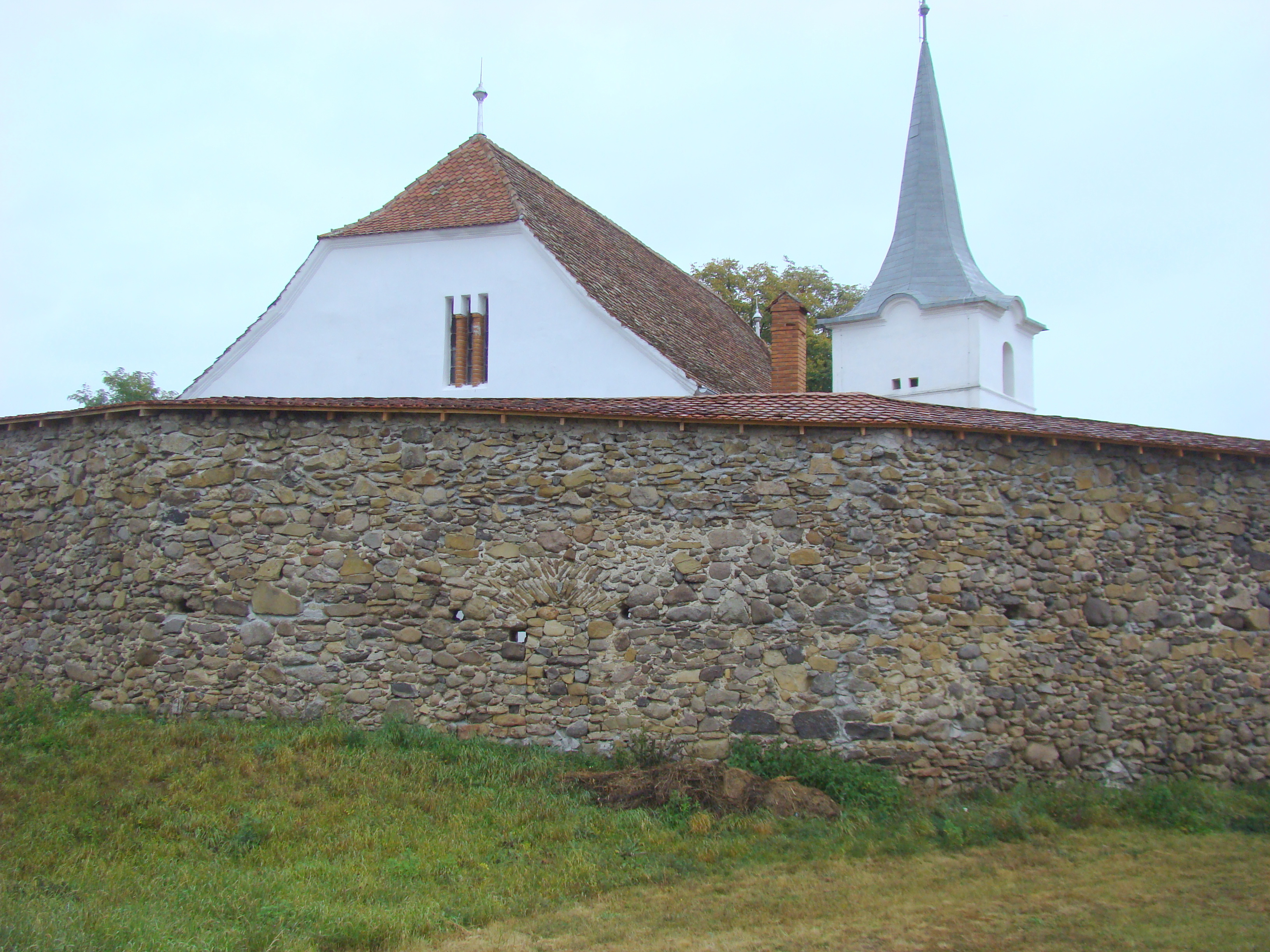
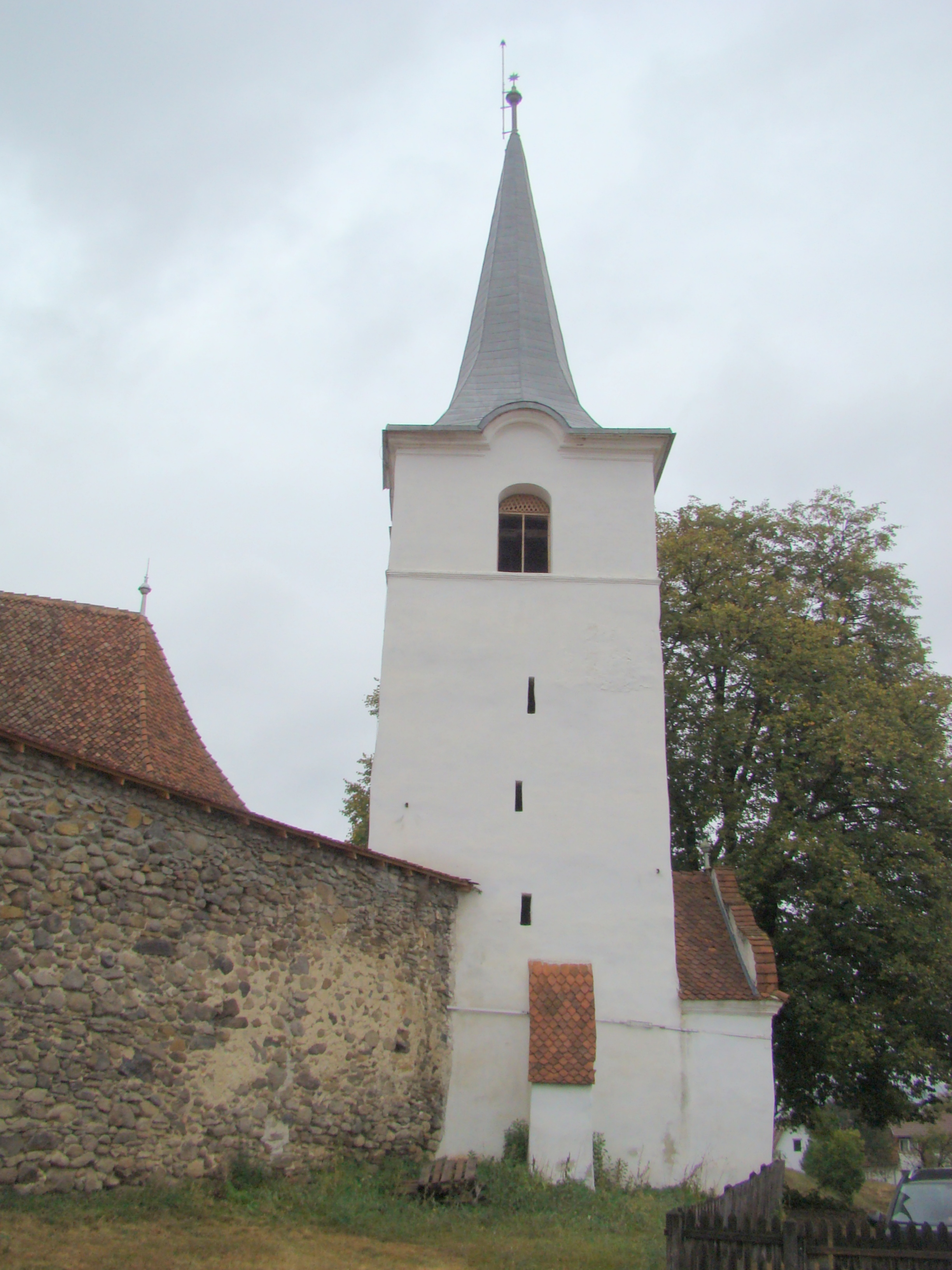
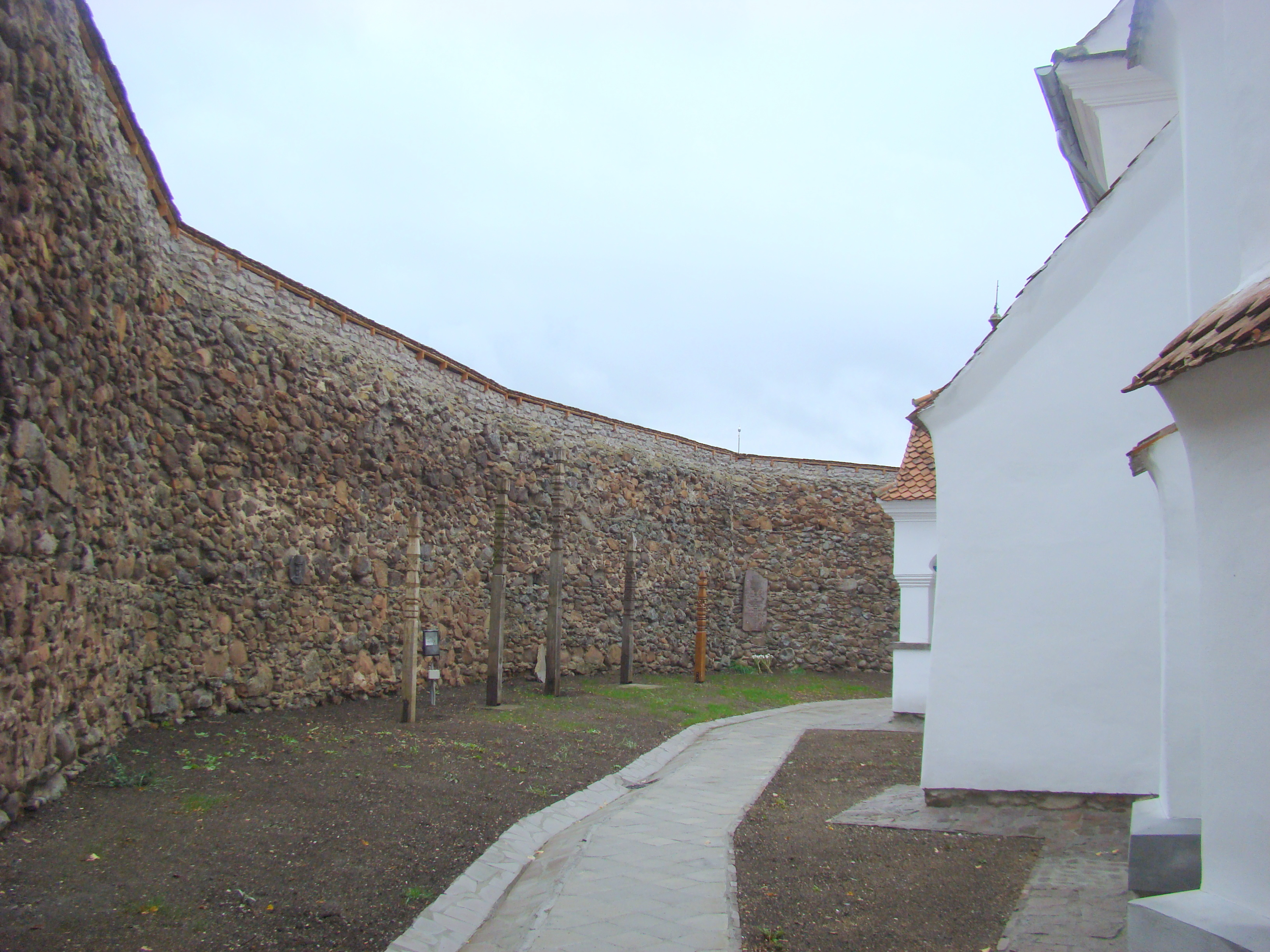
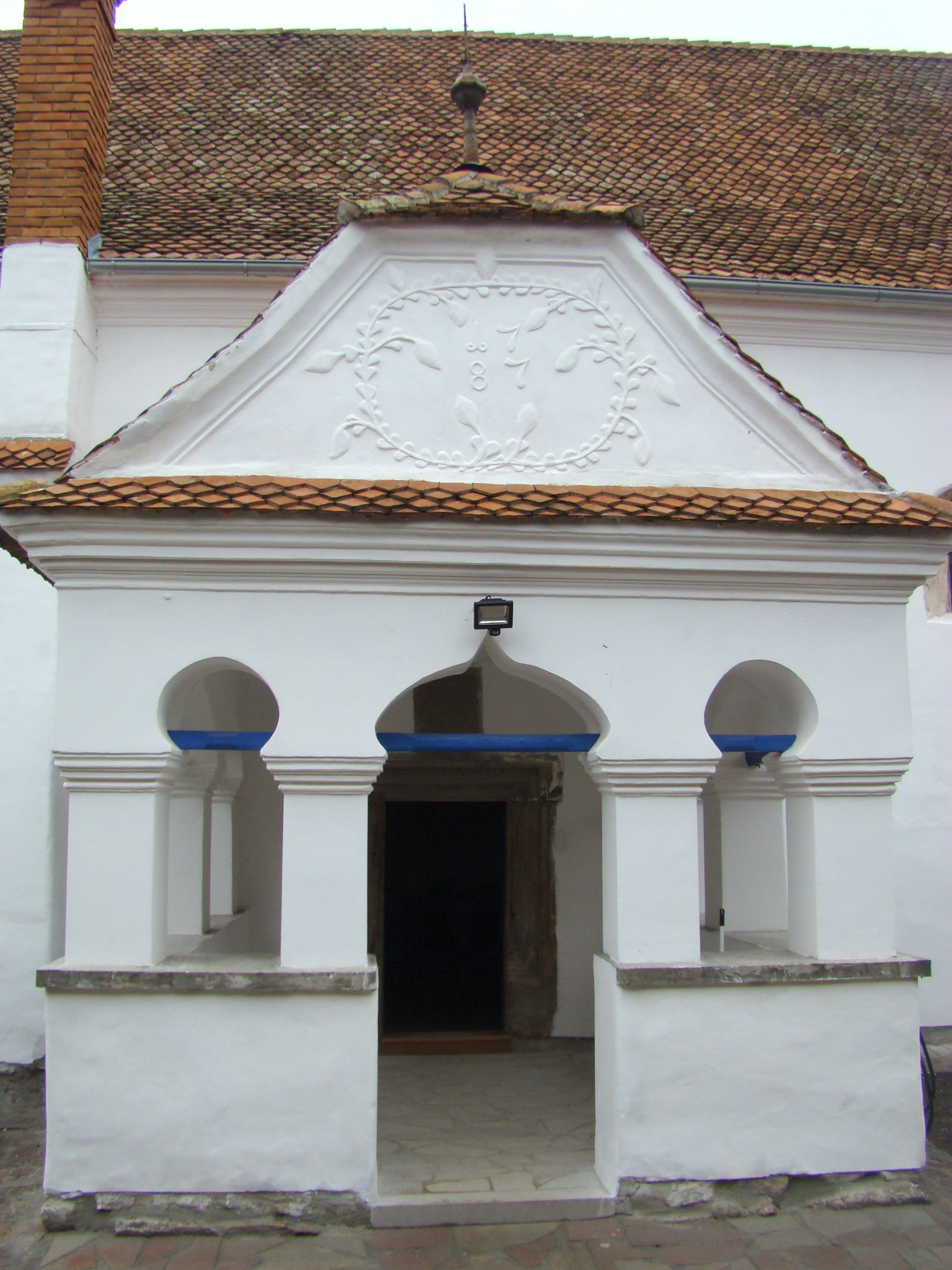
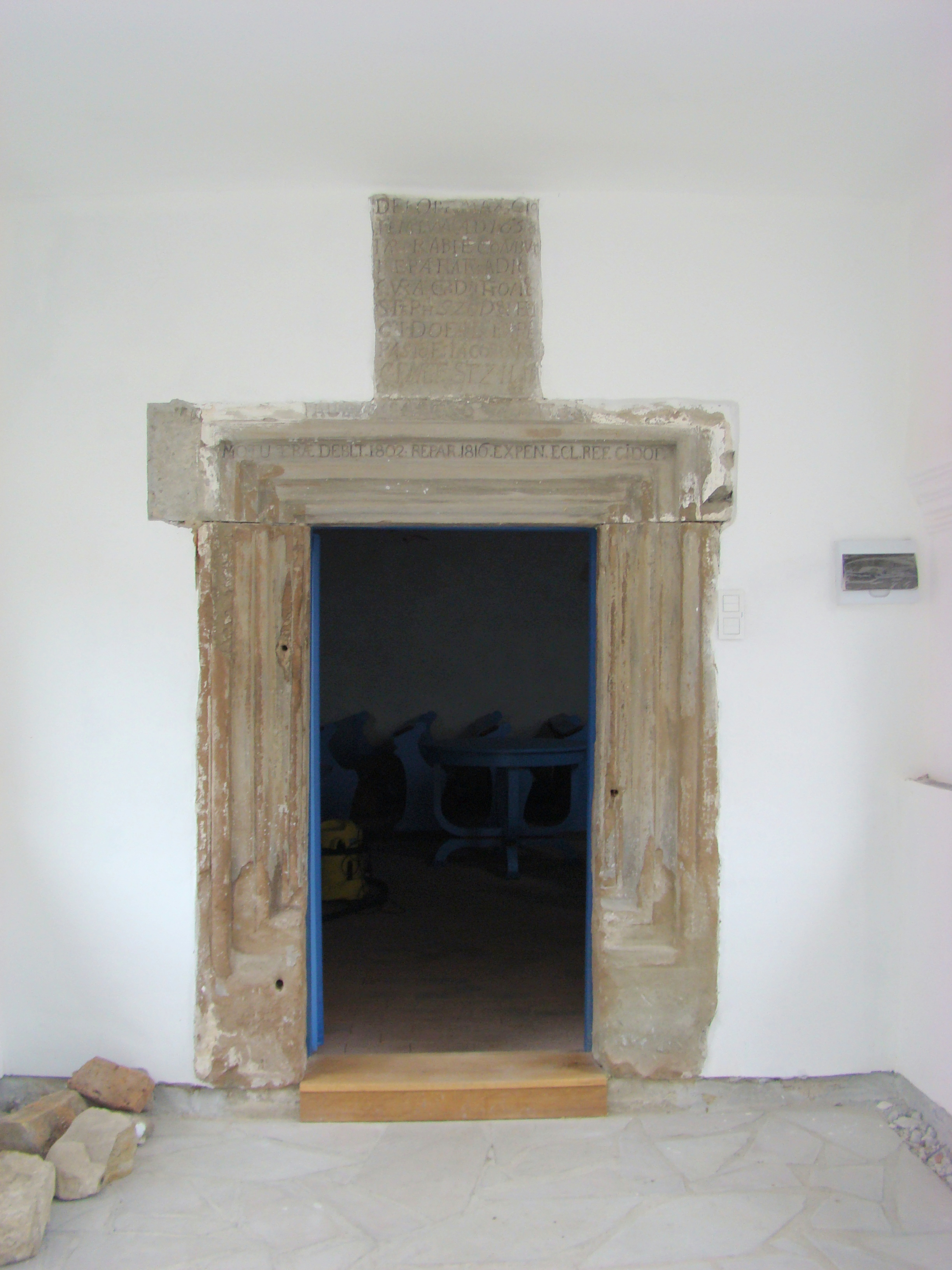
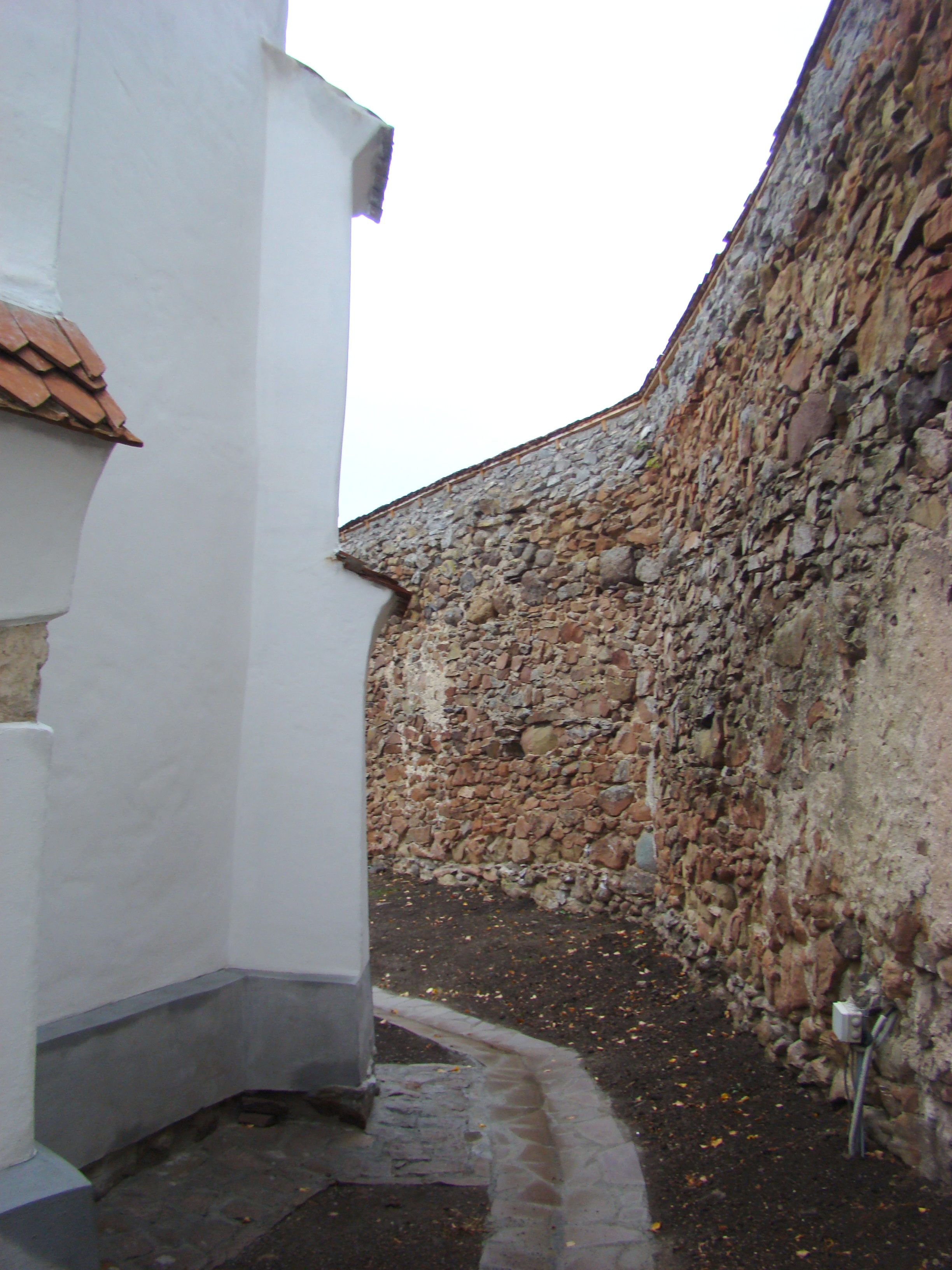
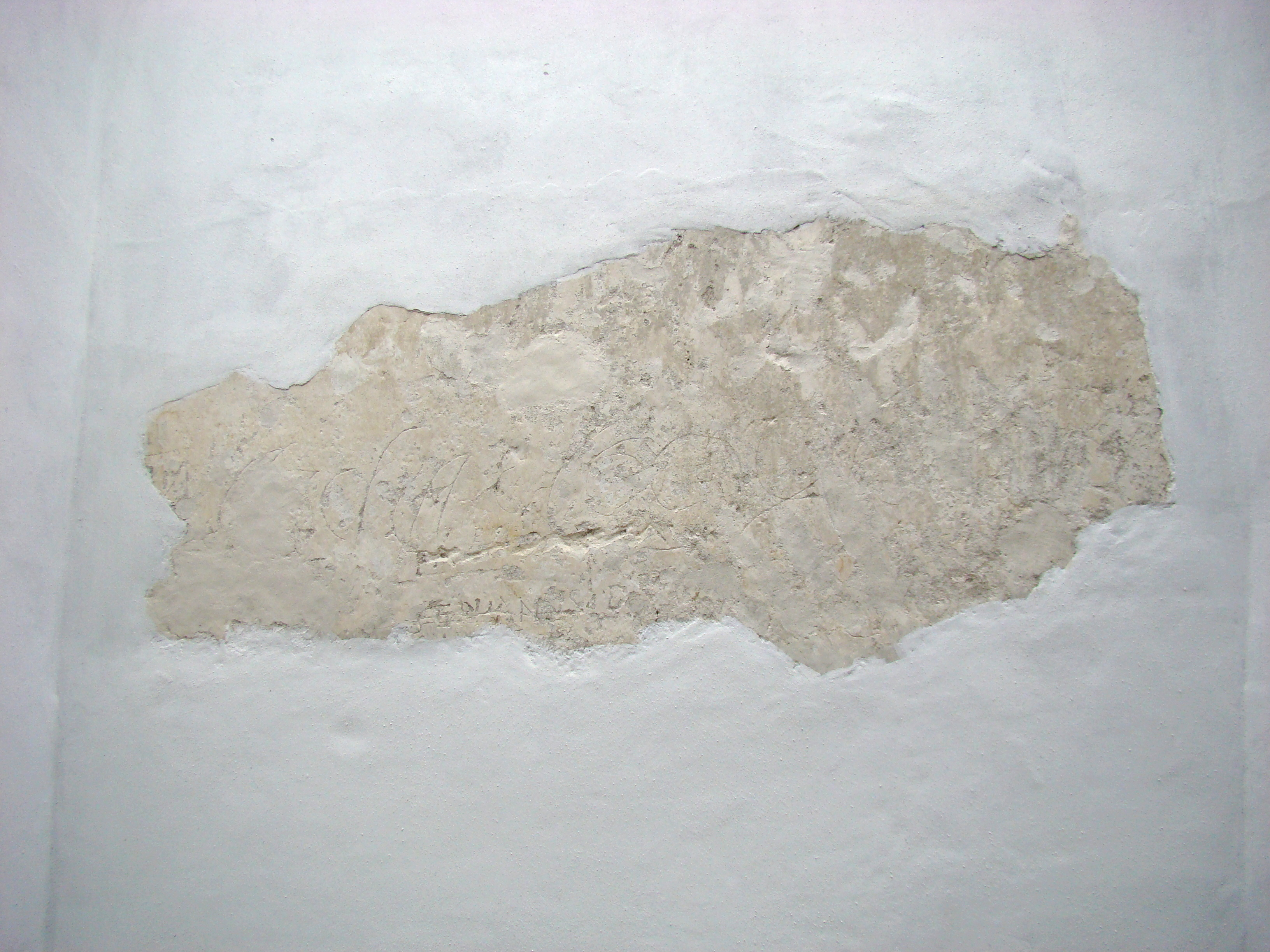
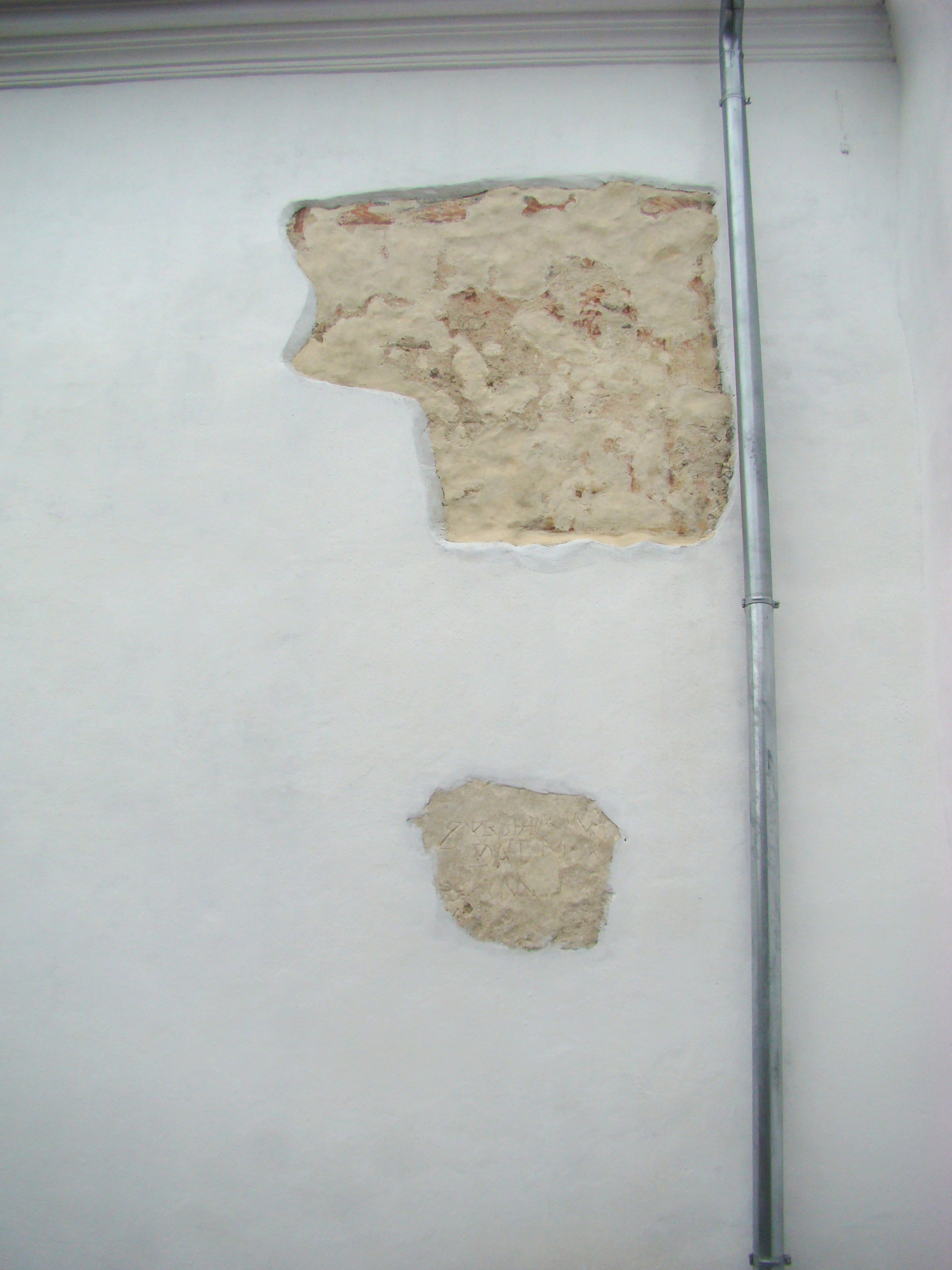
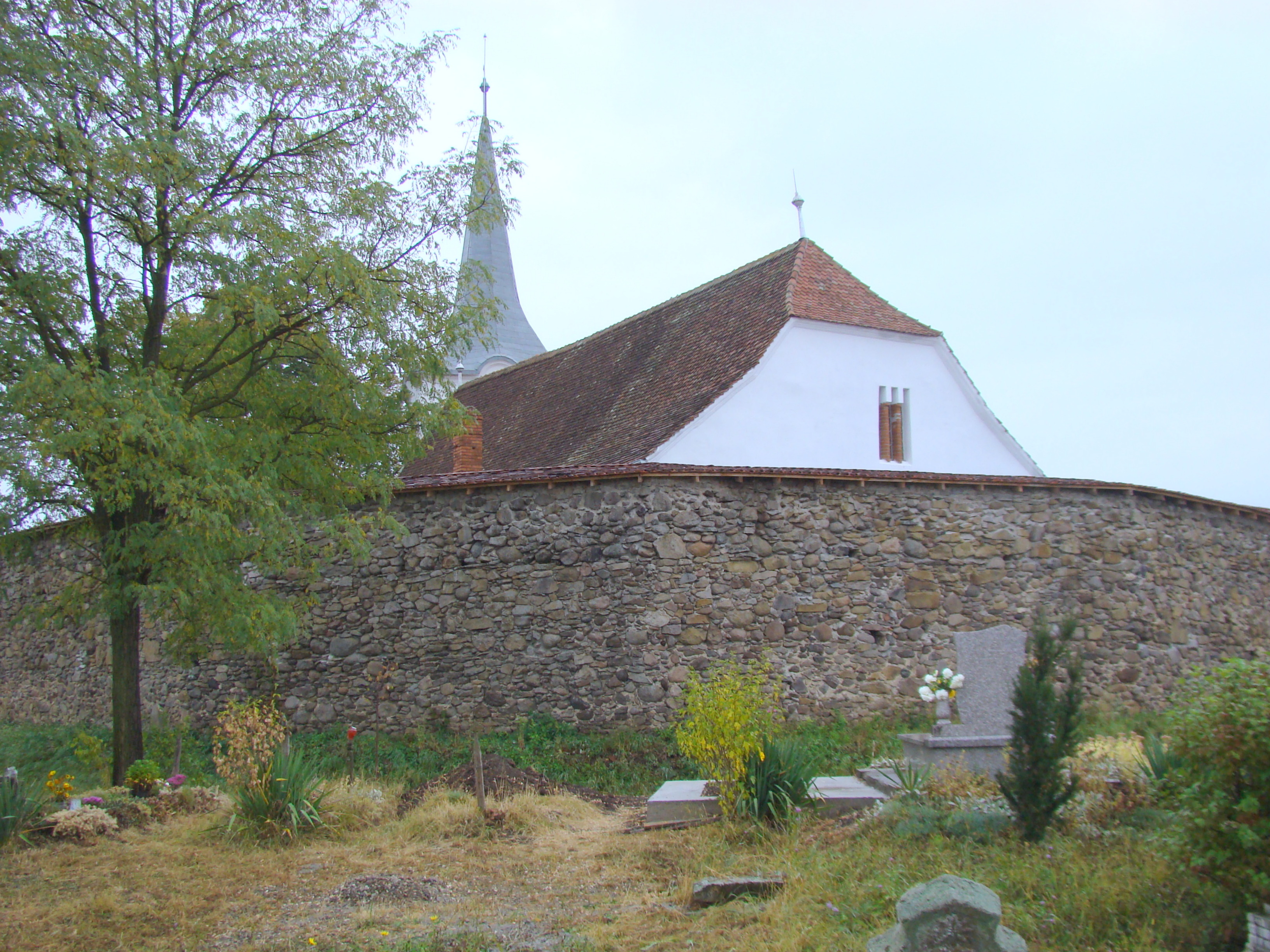
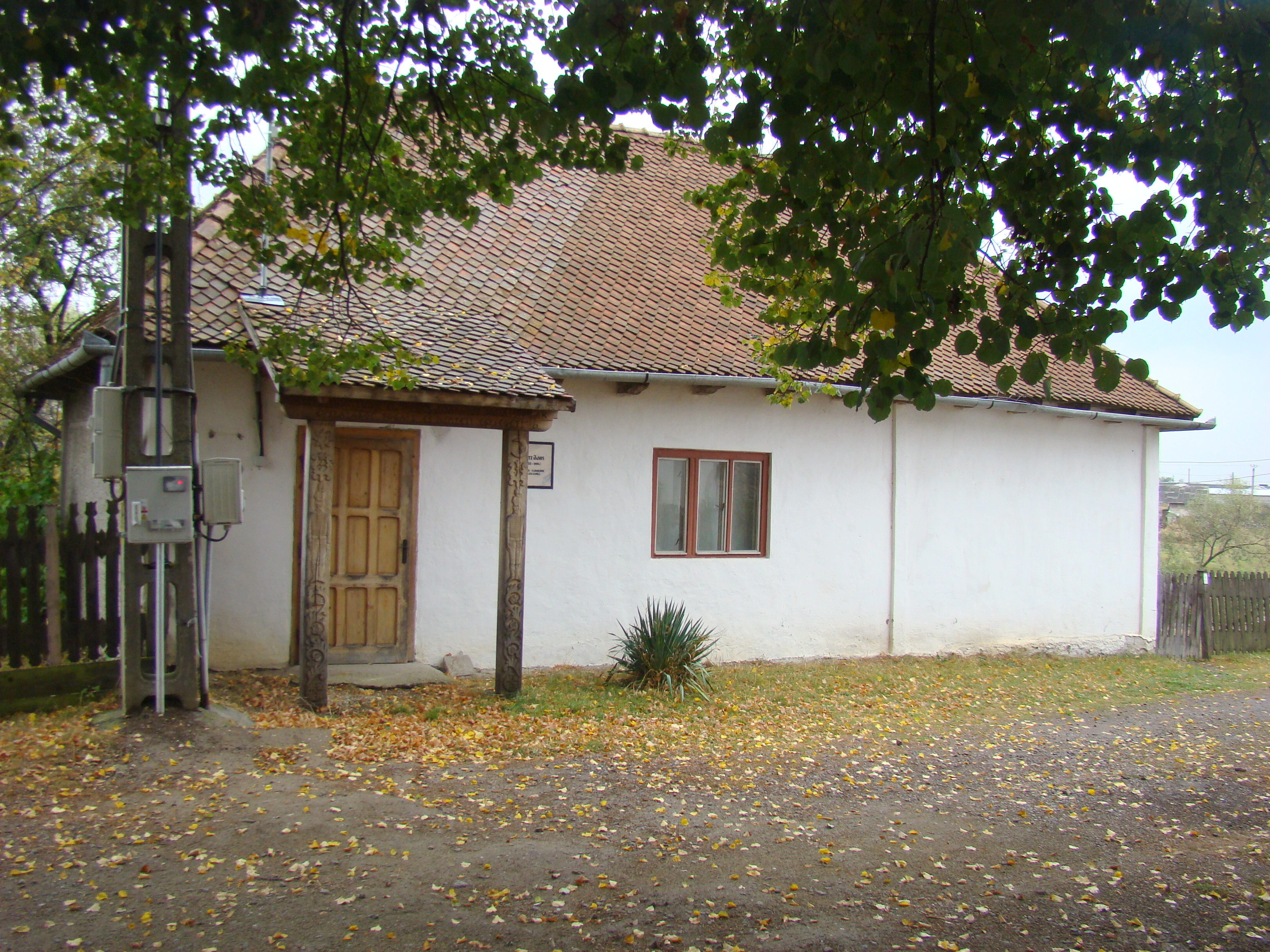
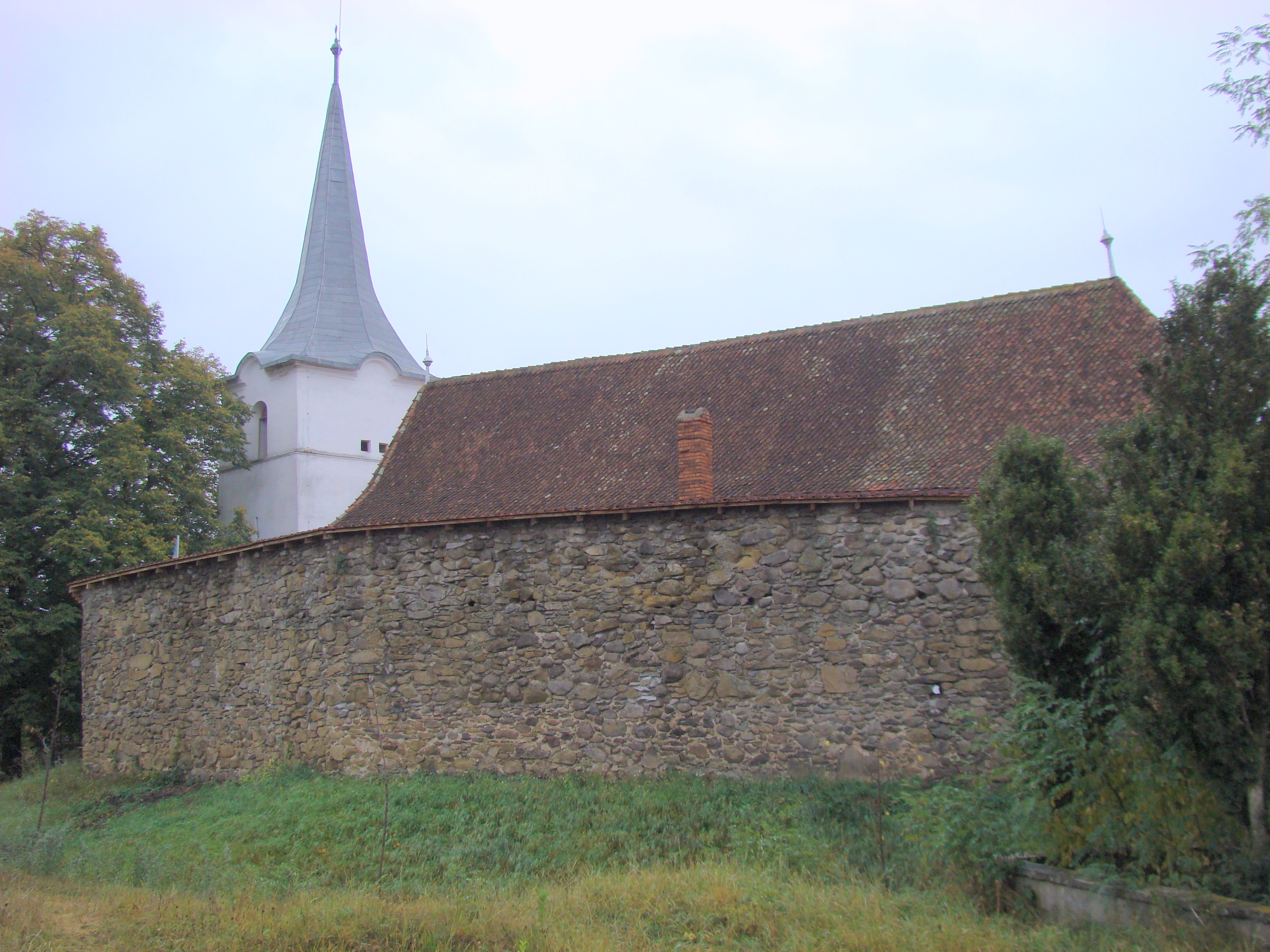
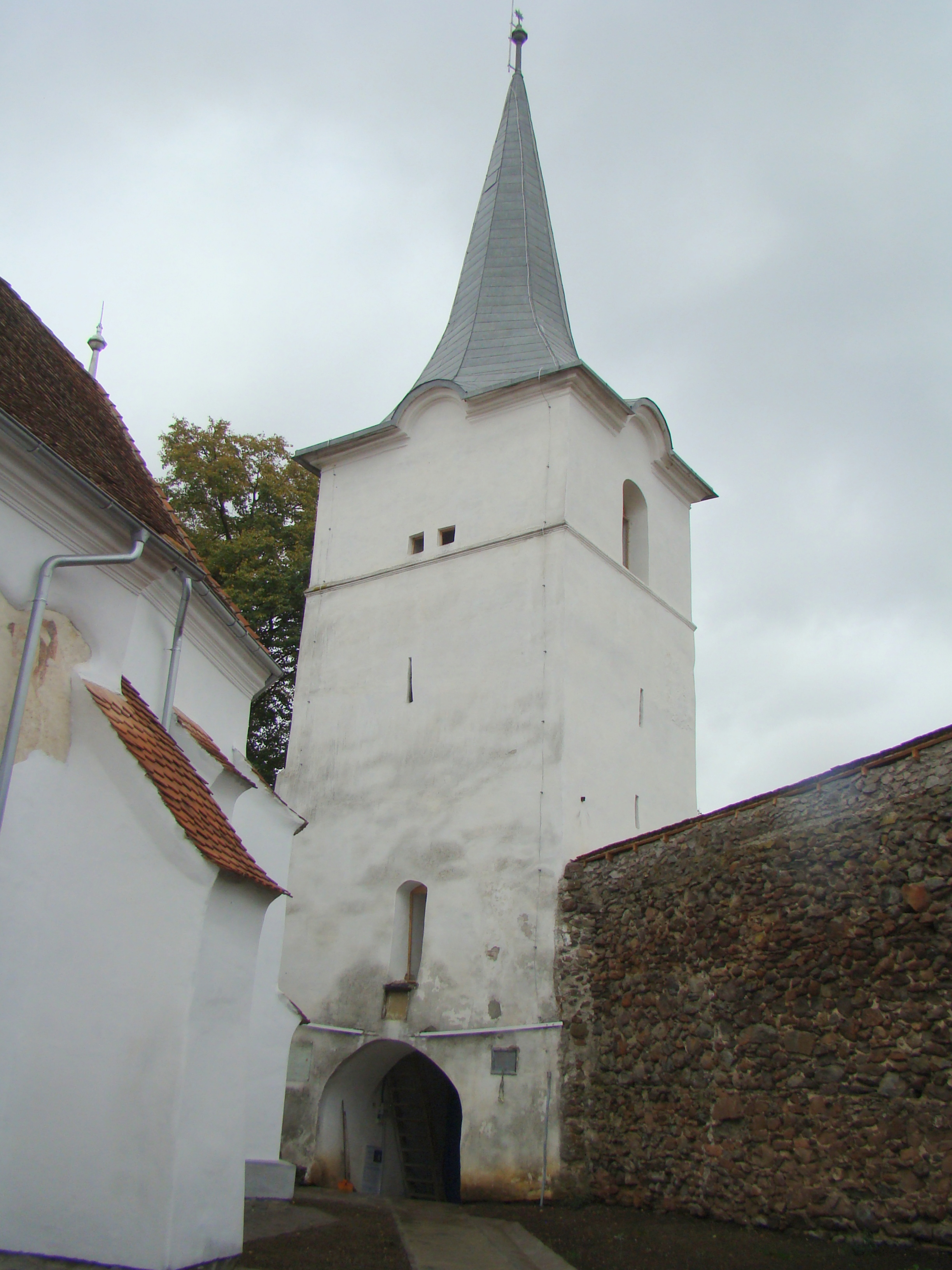
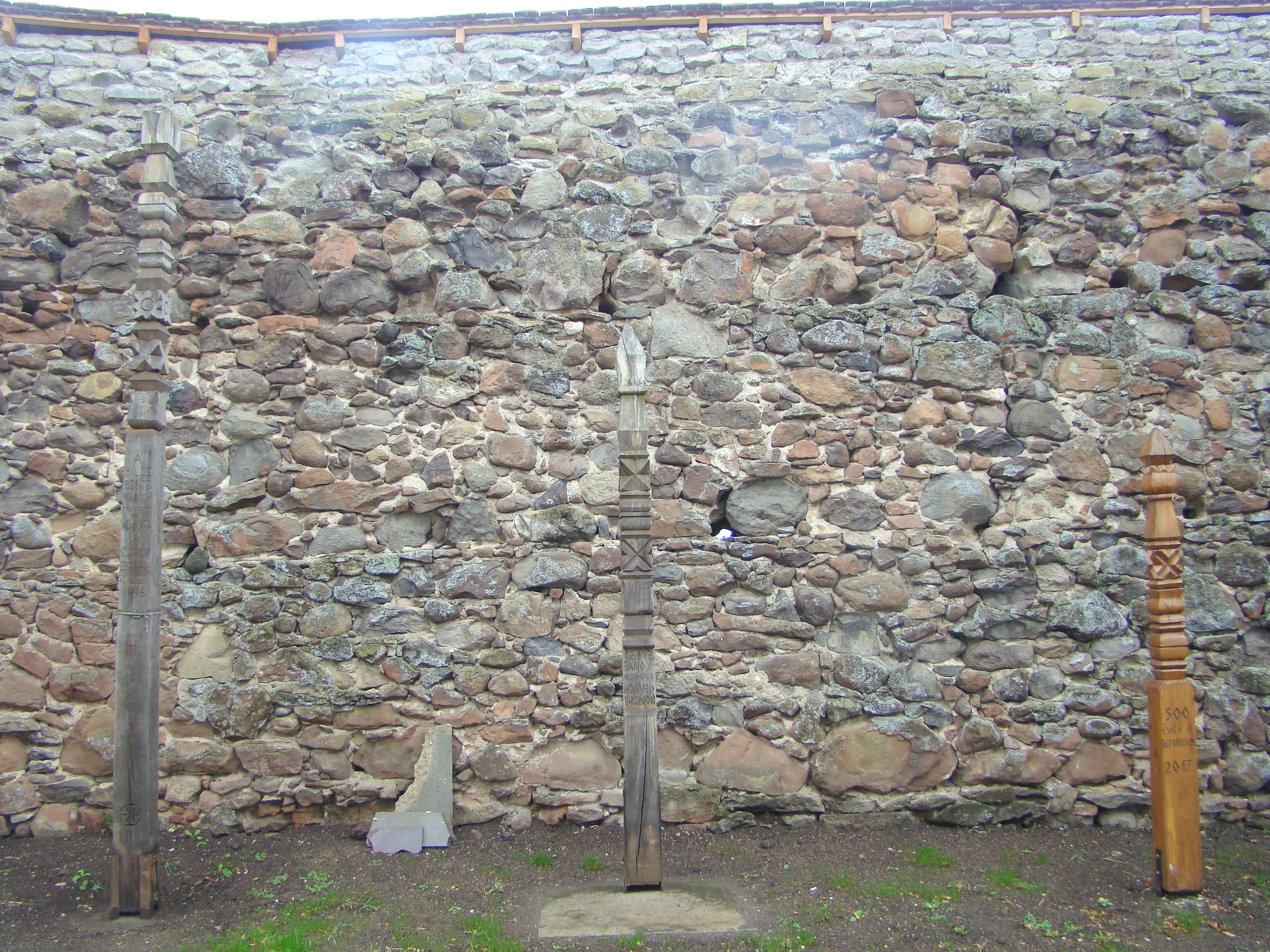
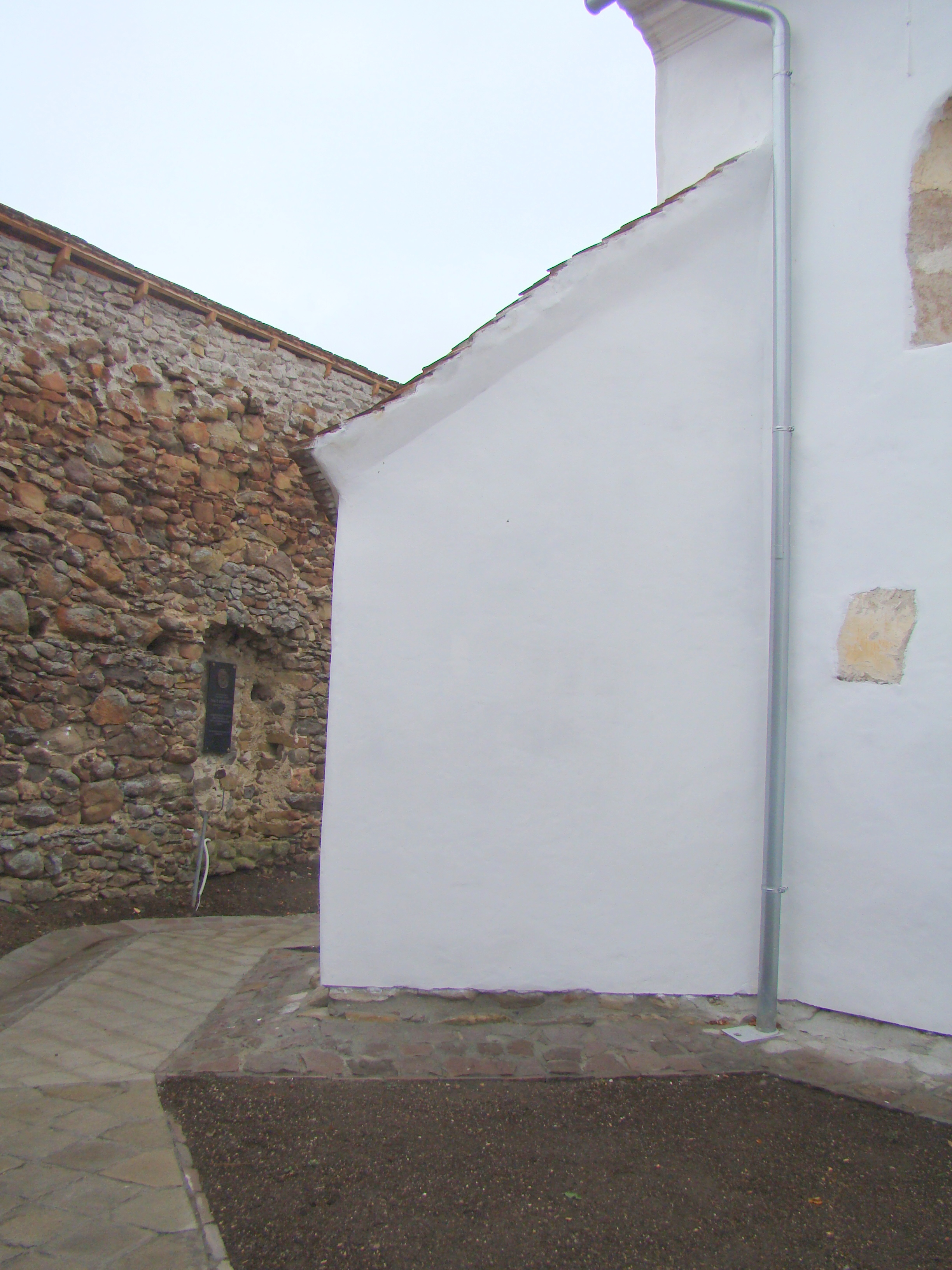
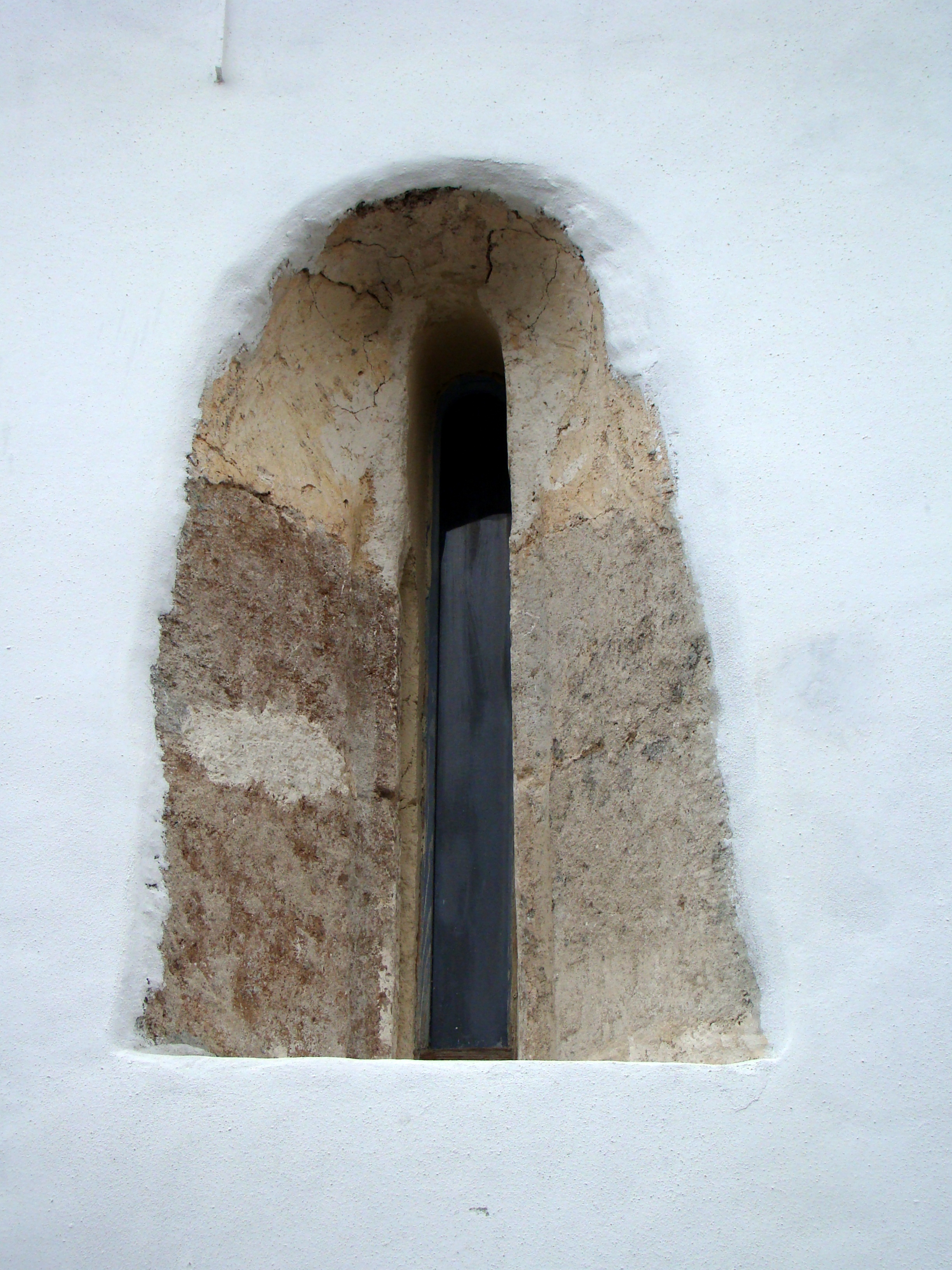
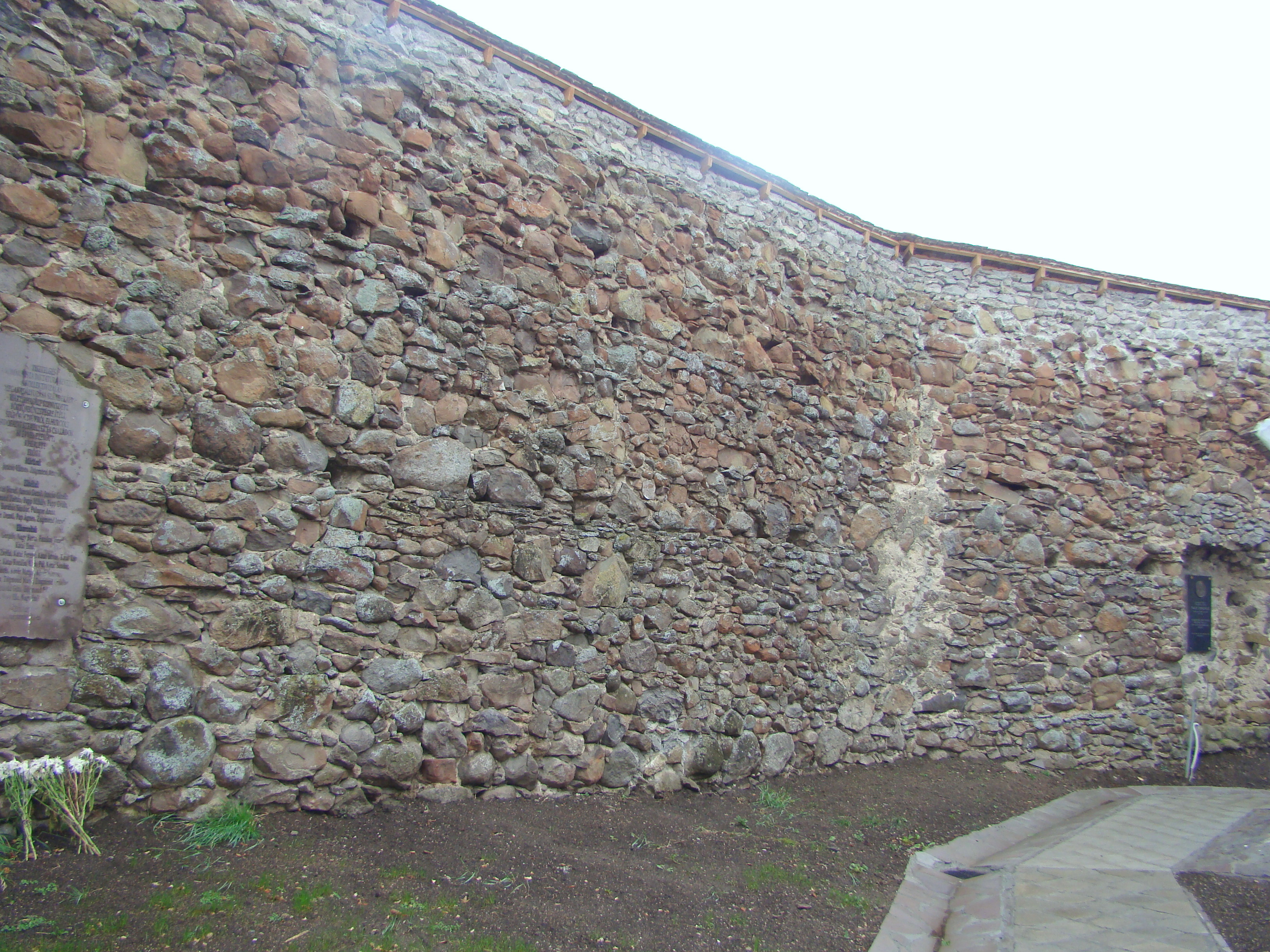
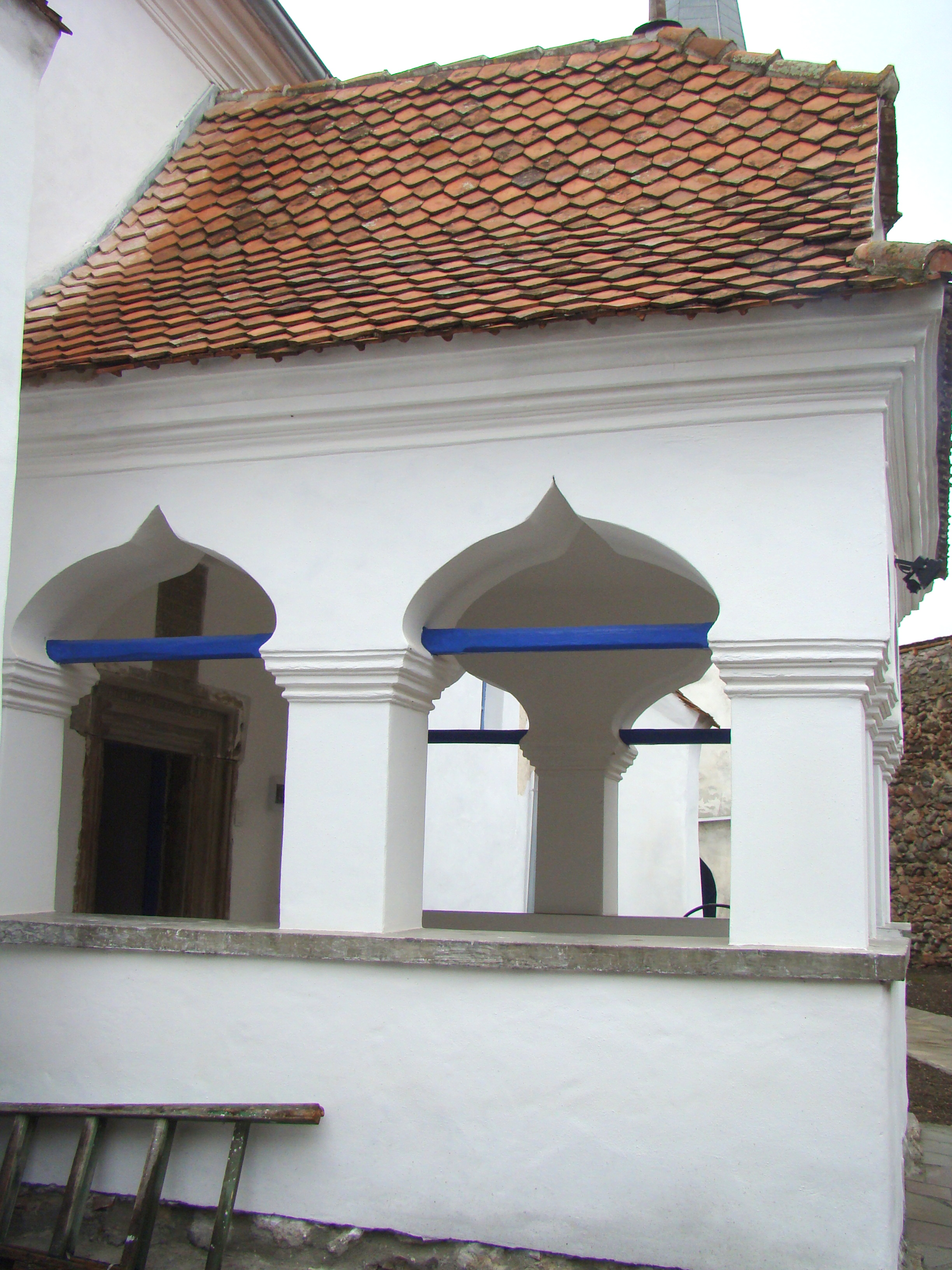
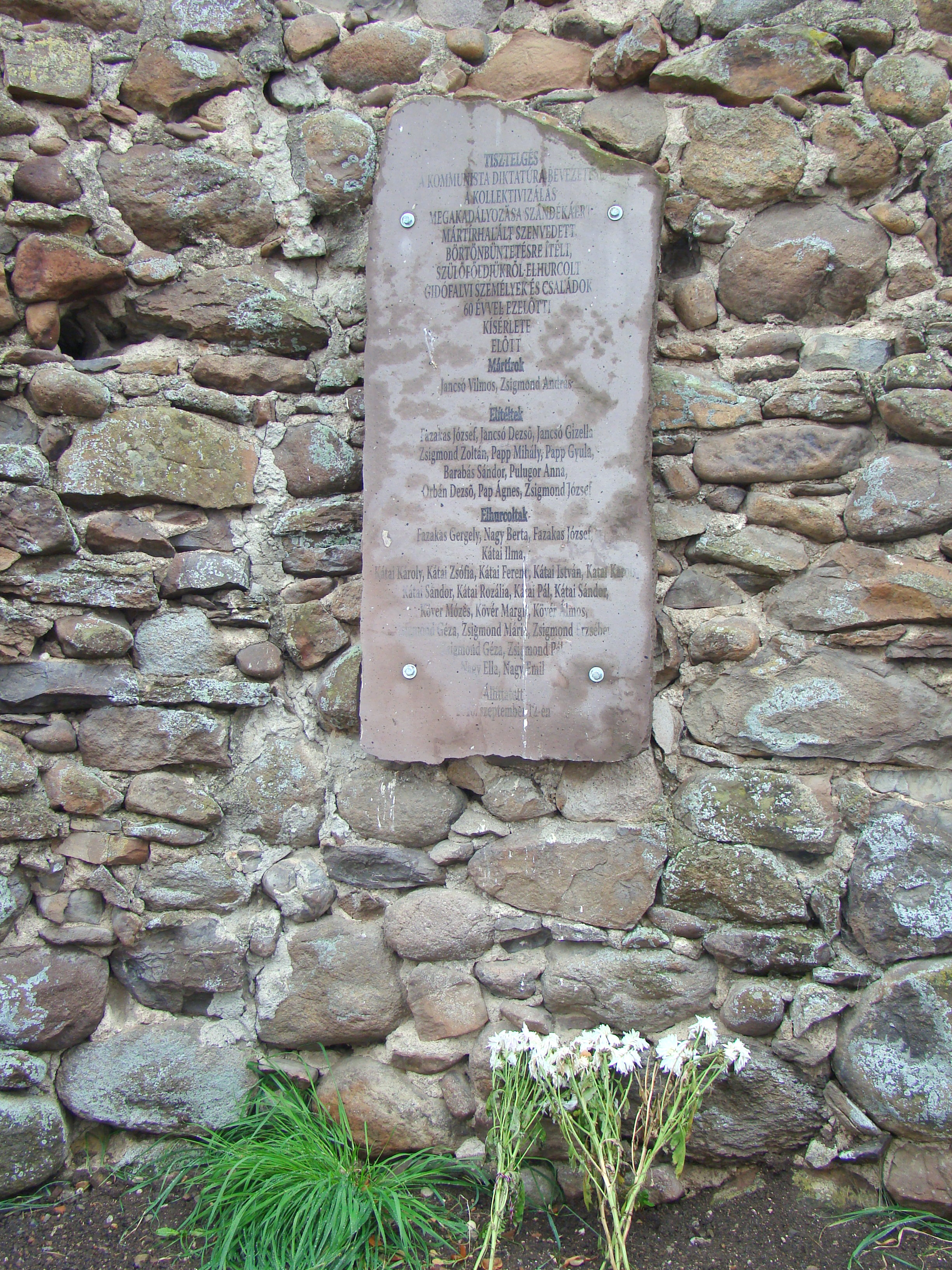
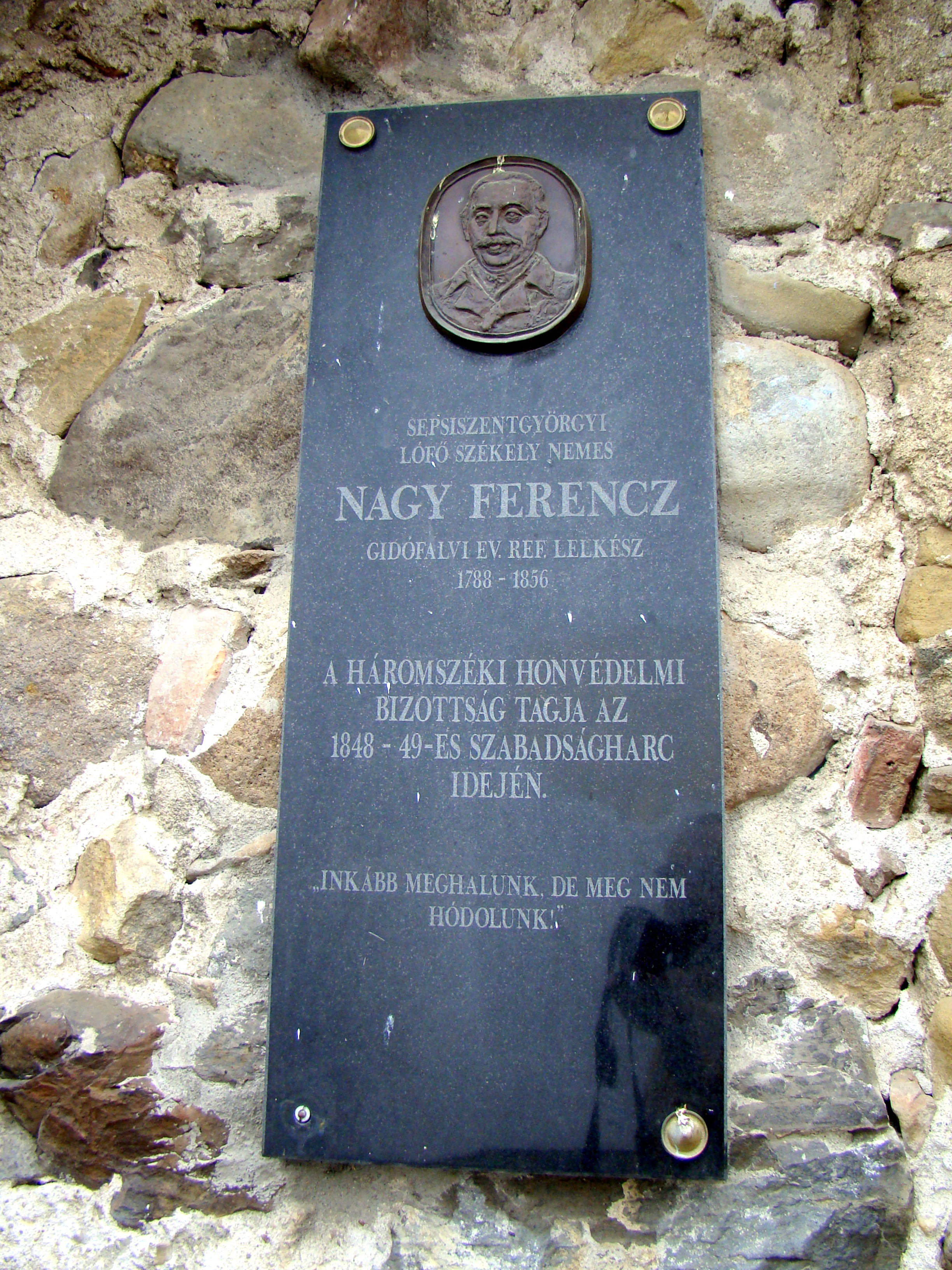
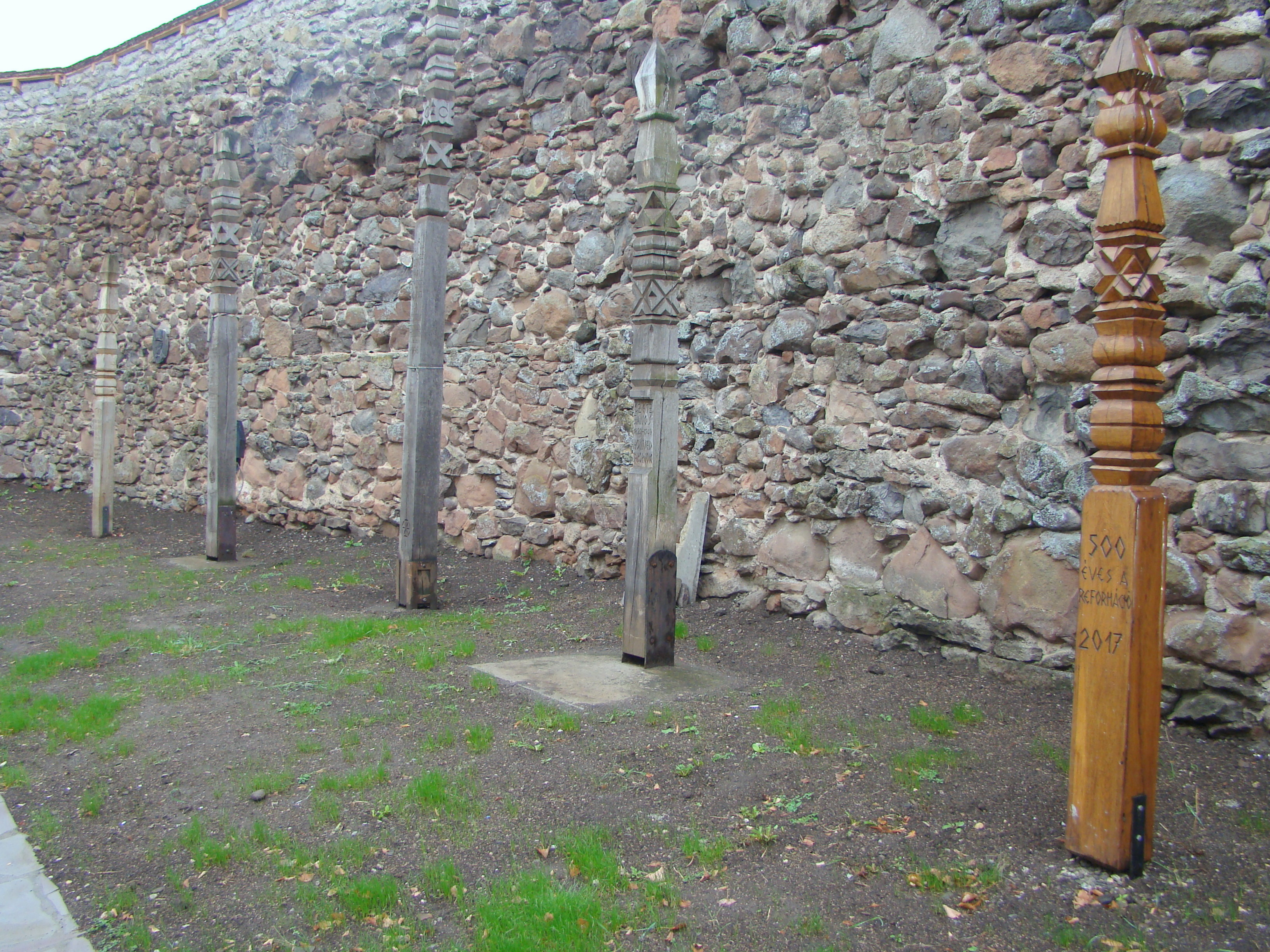
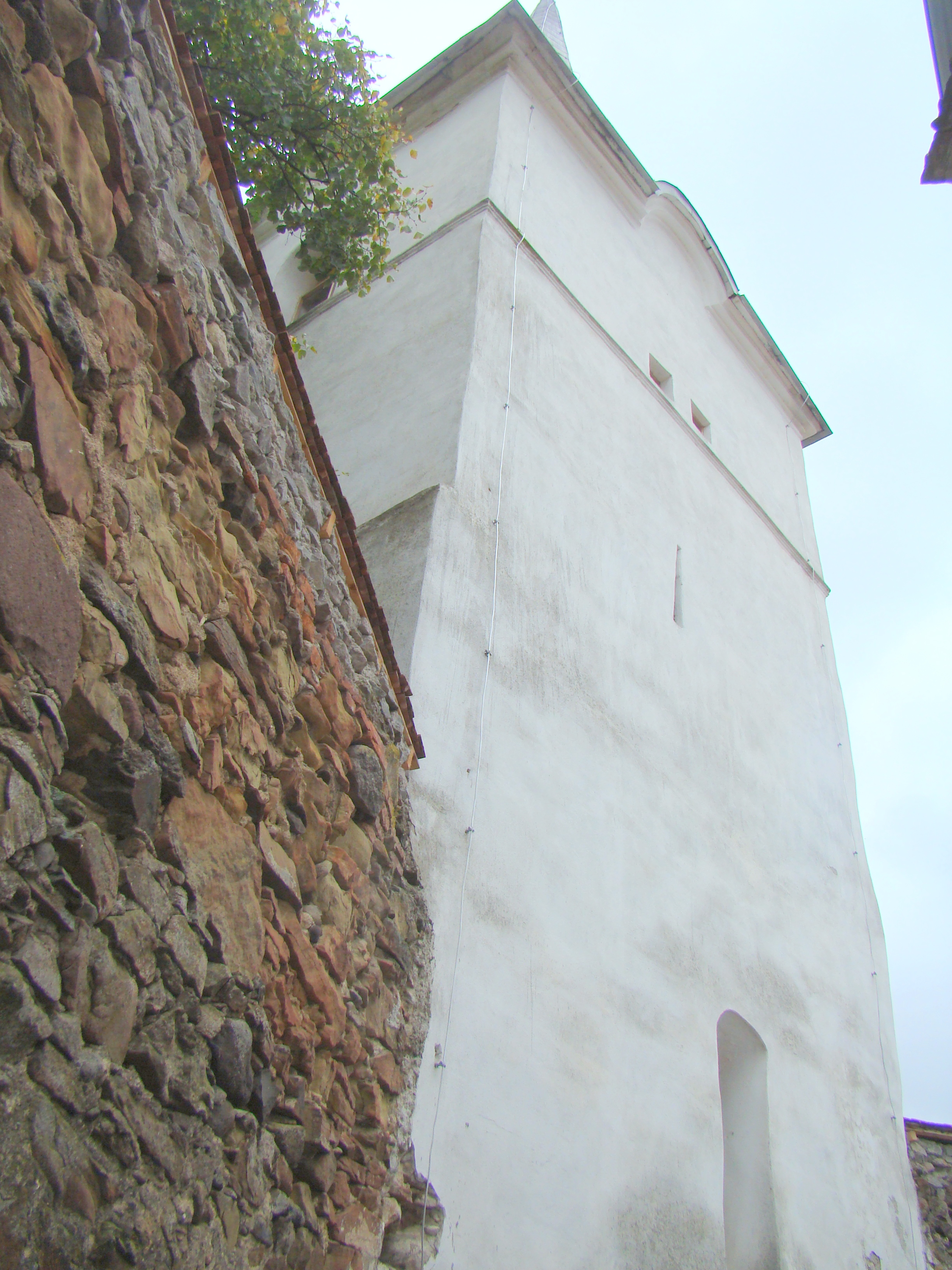
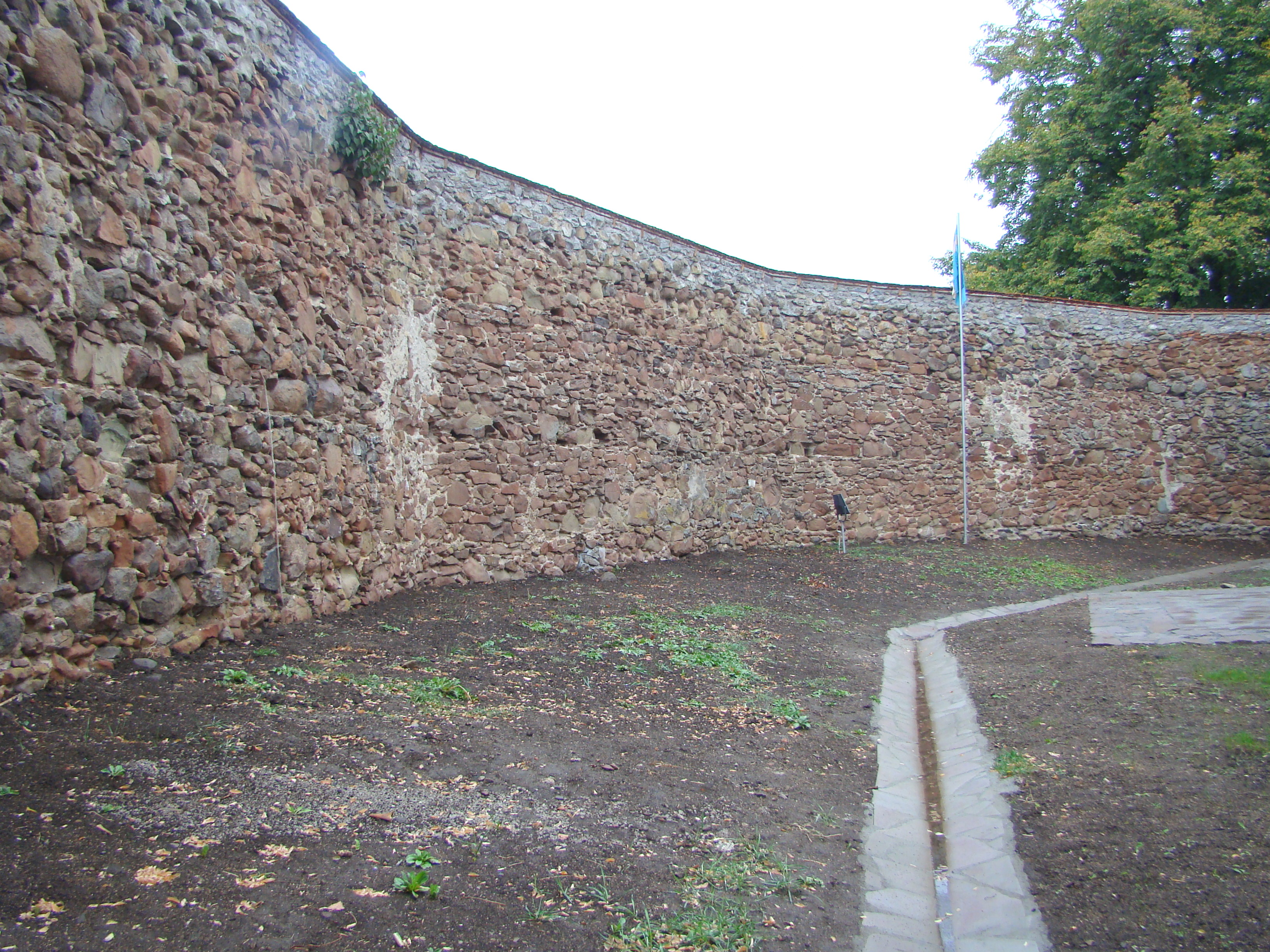
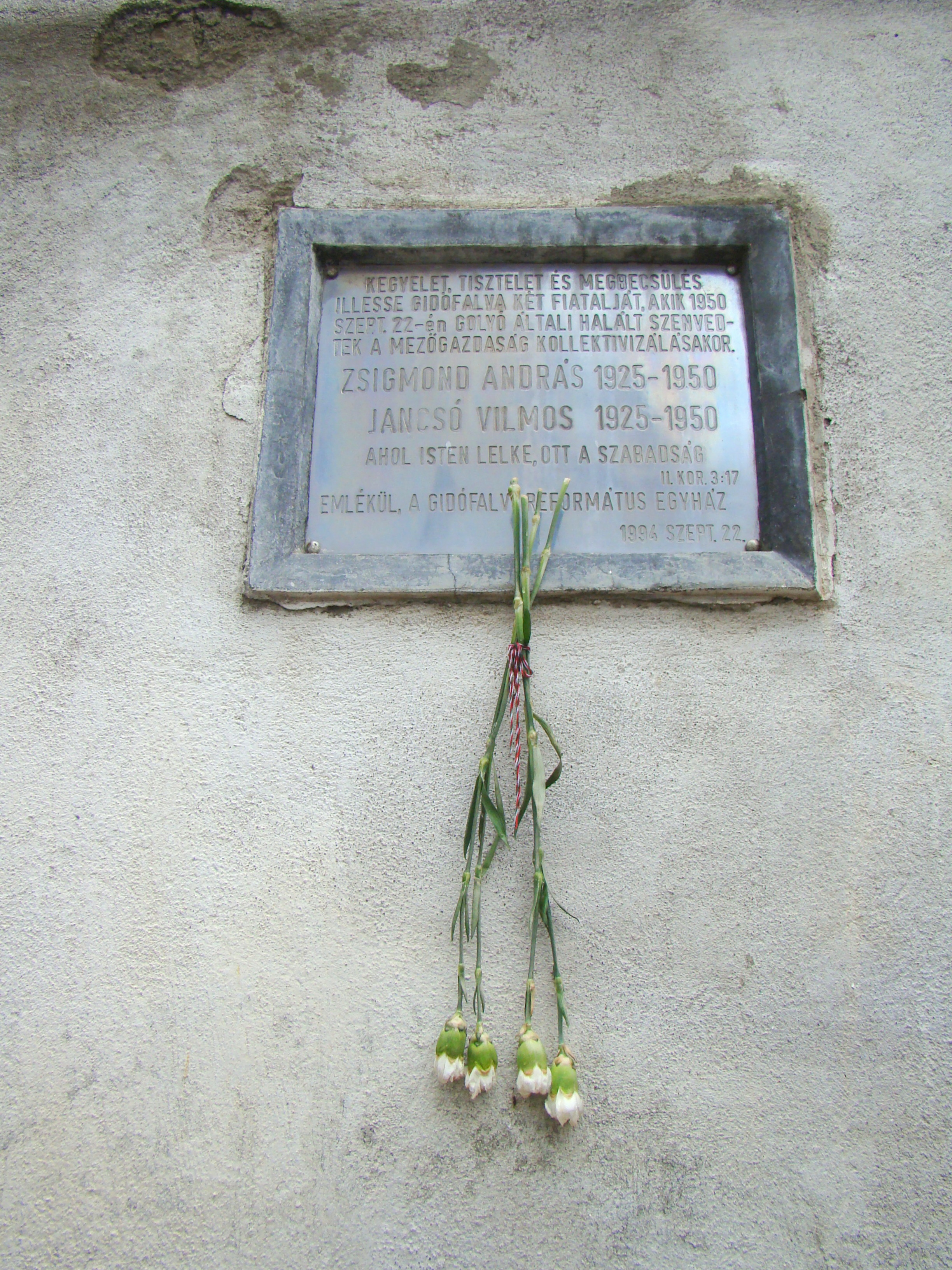
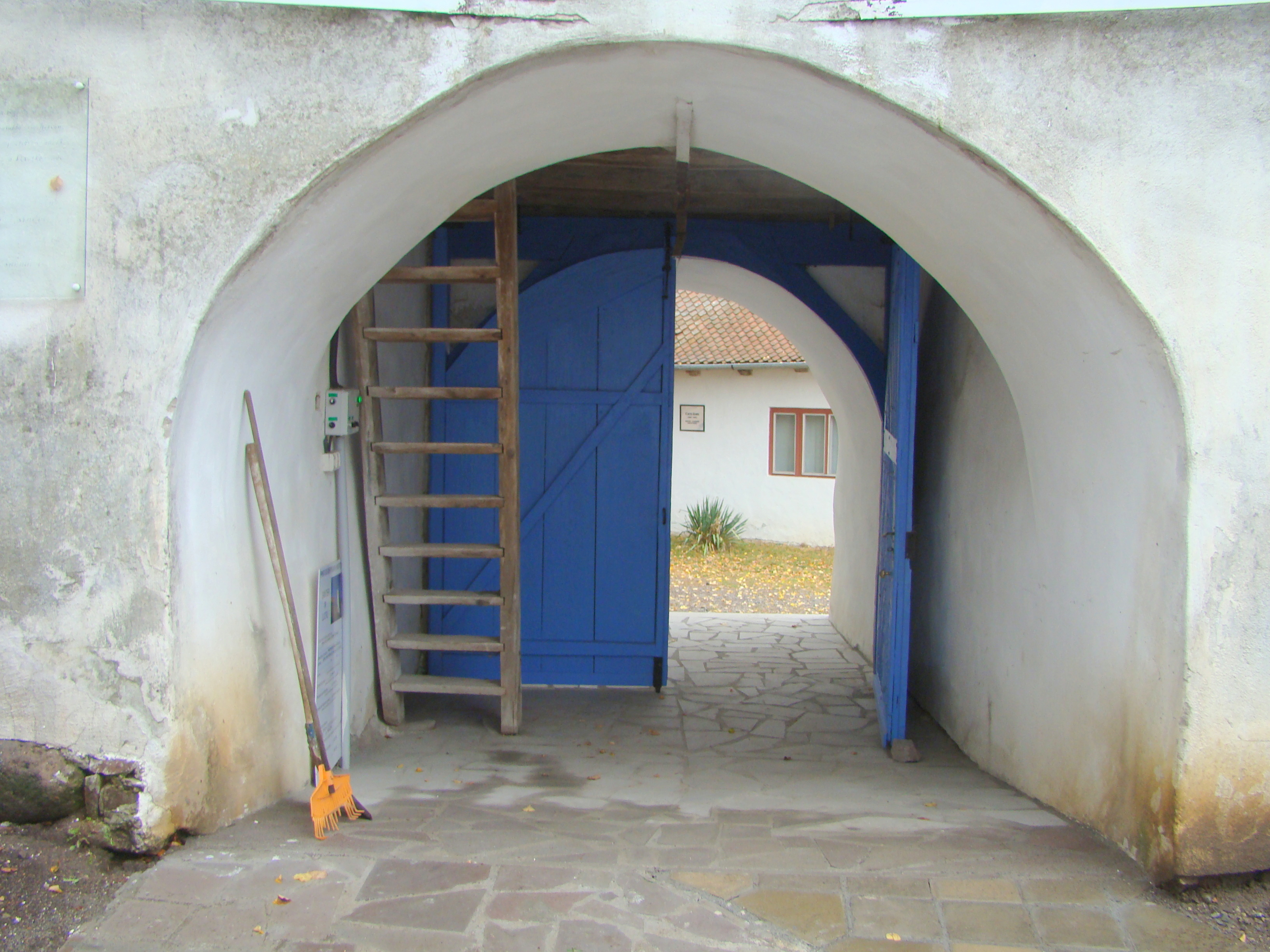
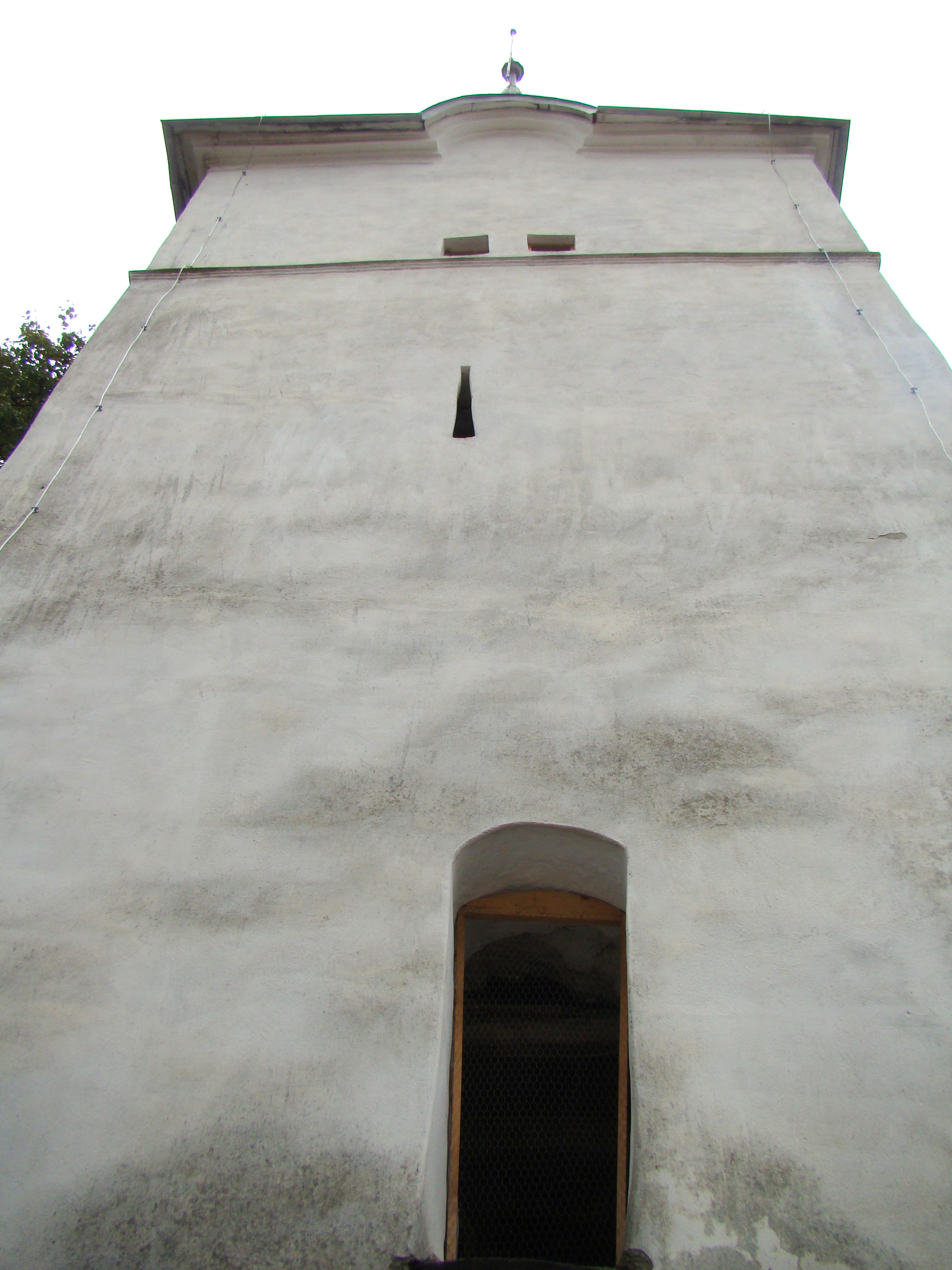
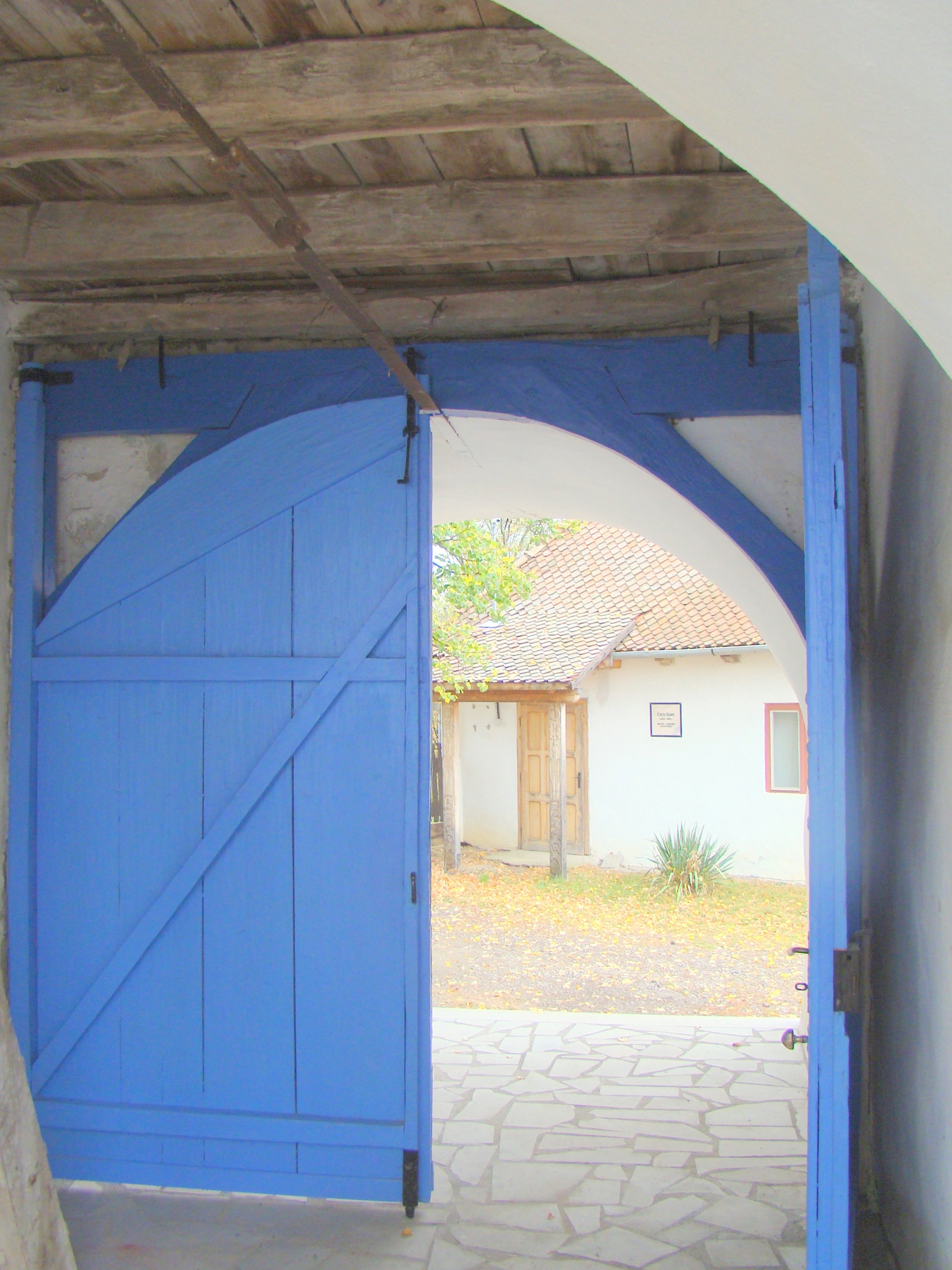
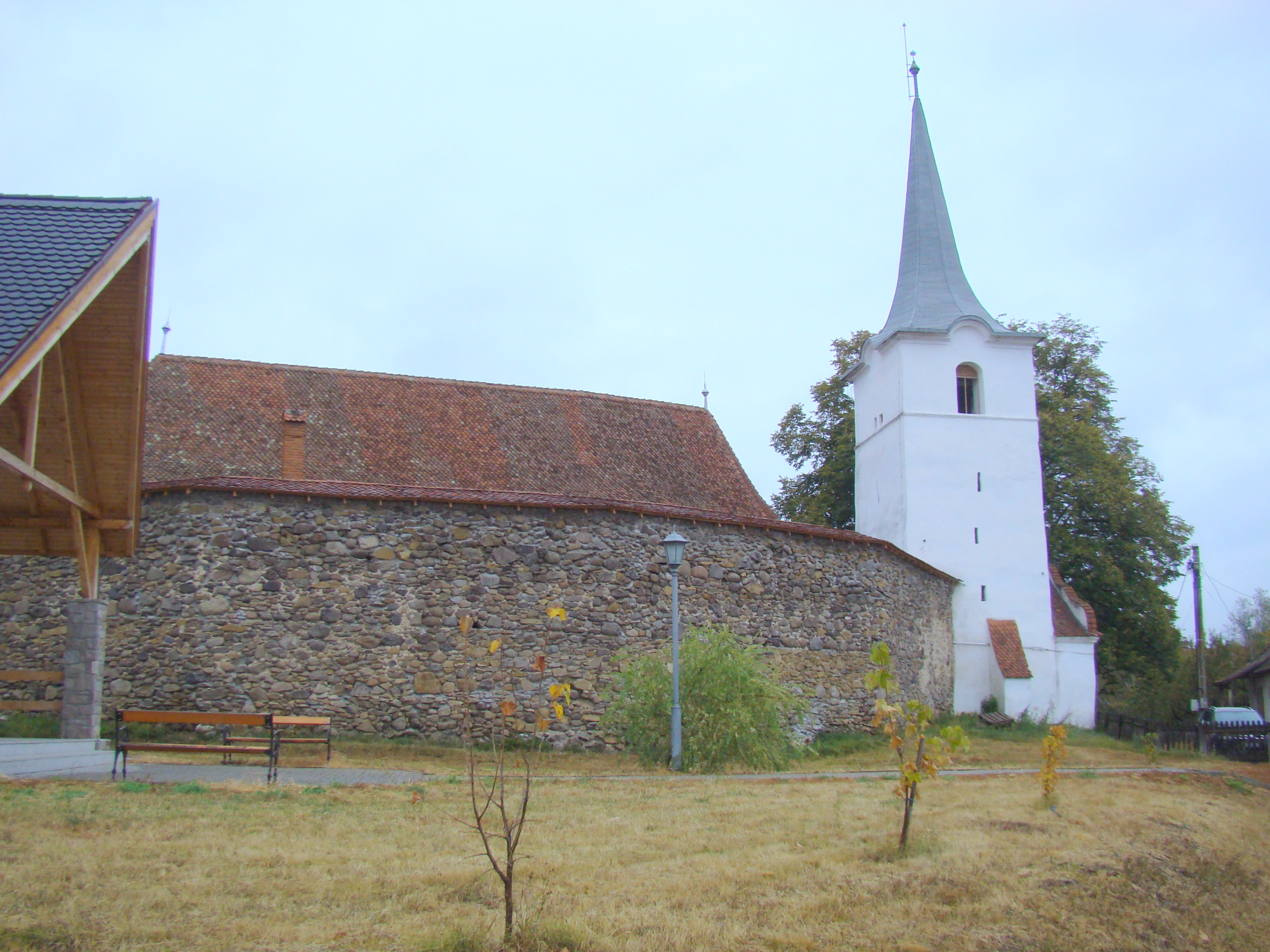

## Imagini din interior

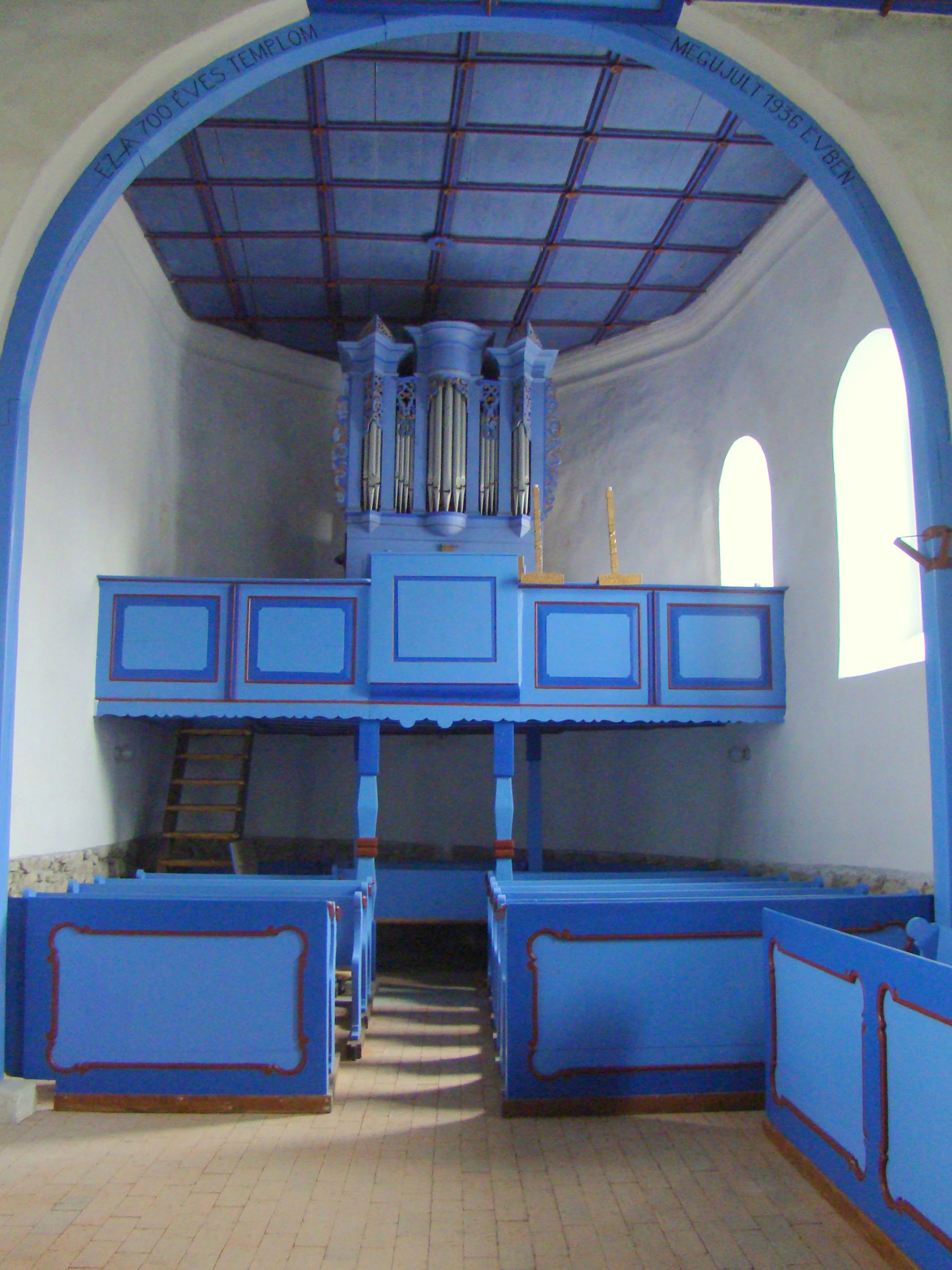
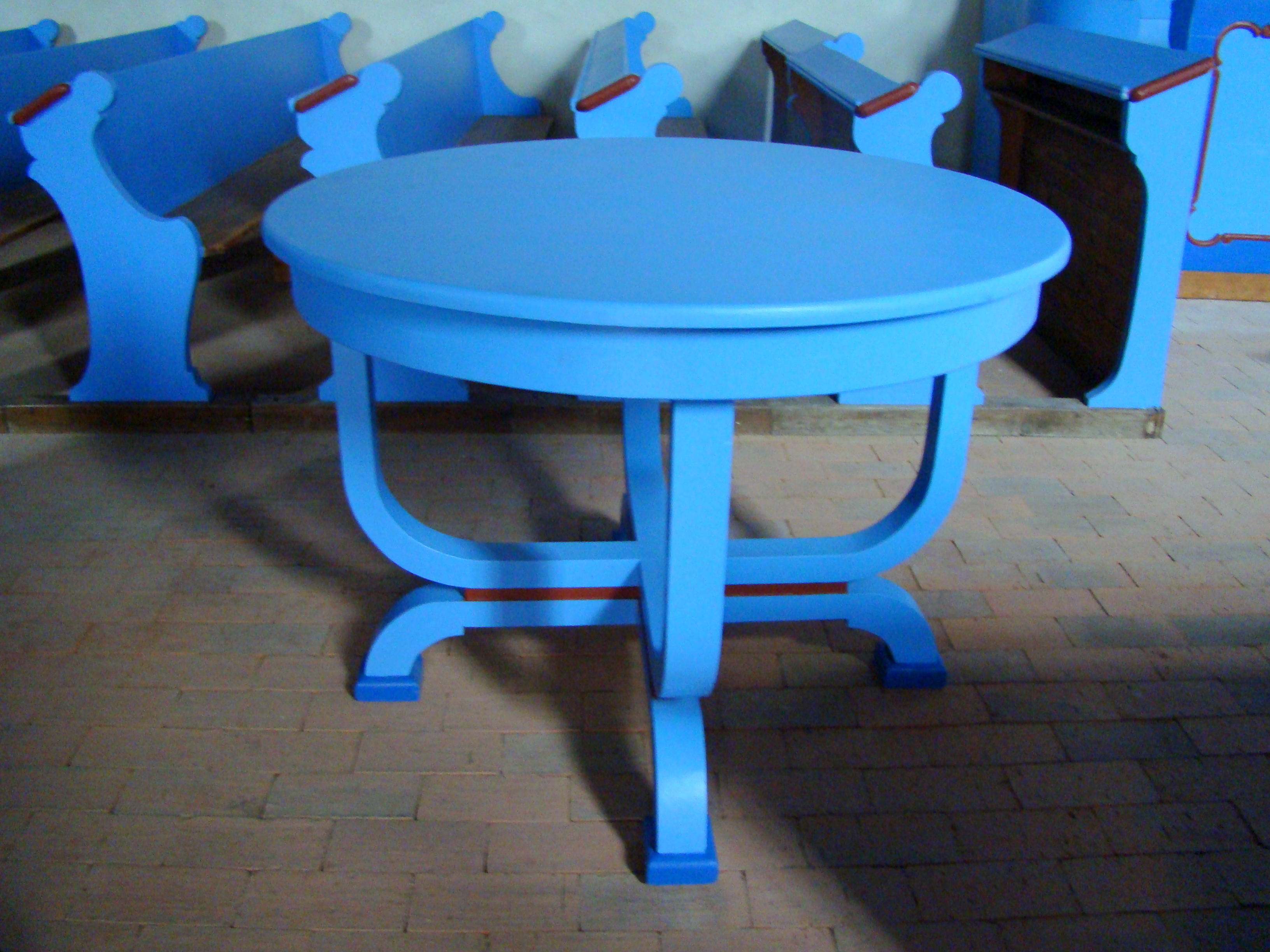
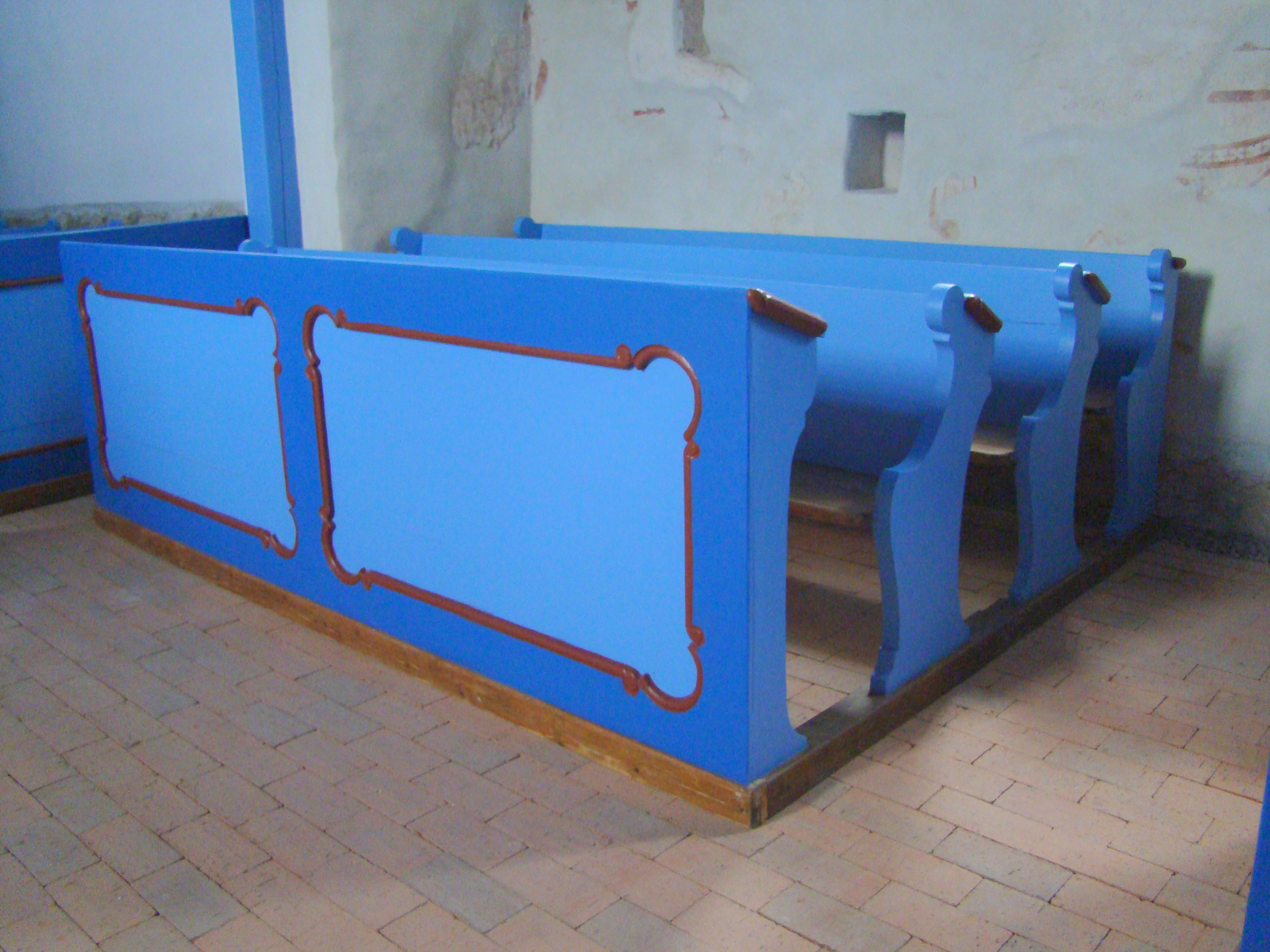
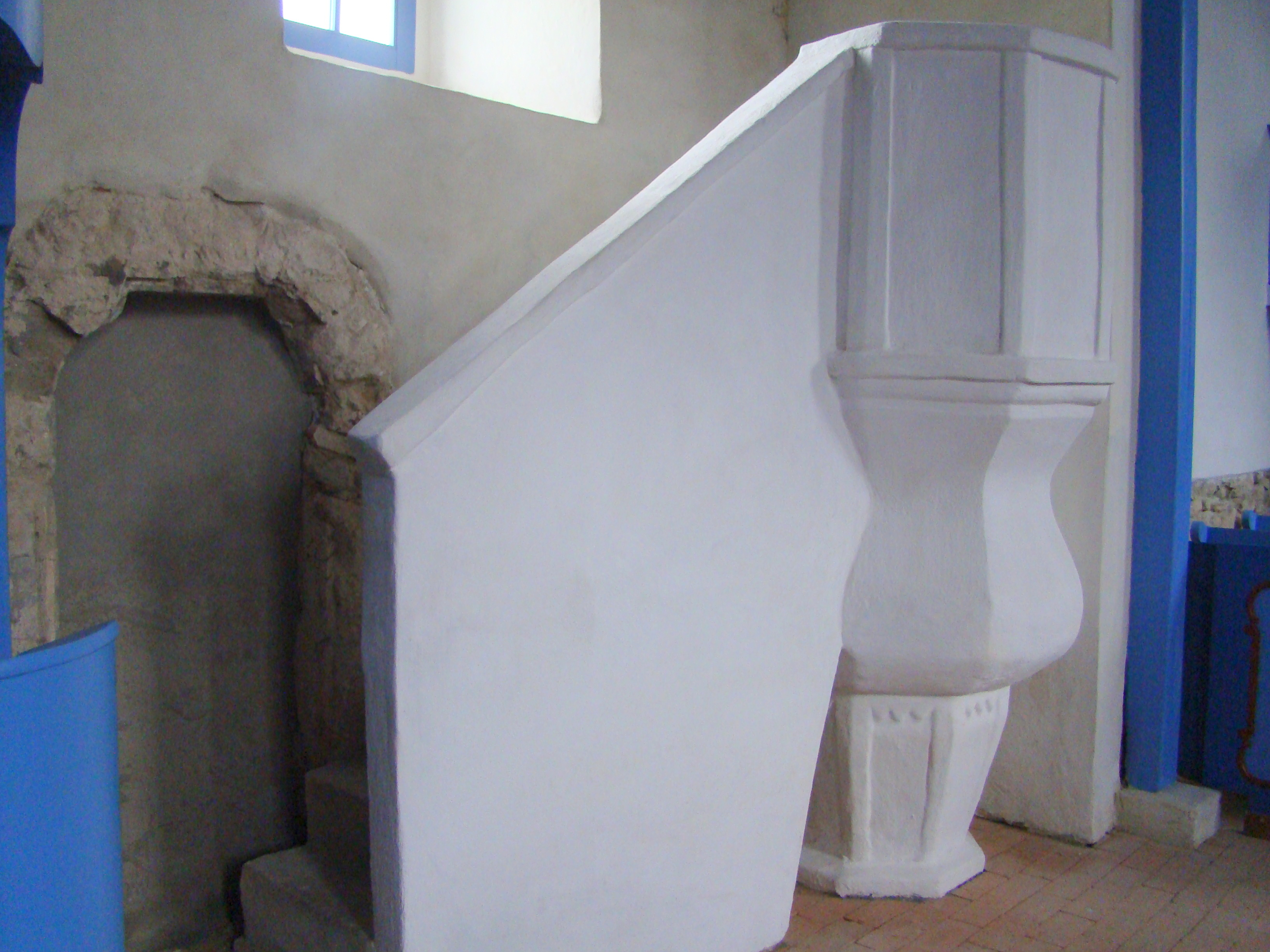
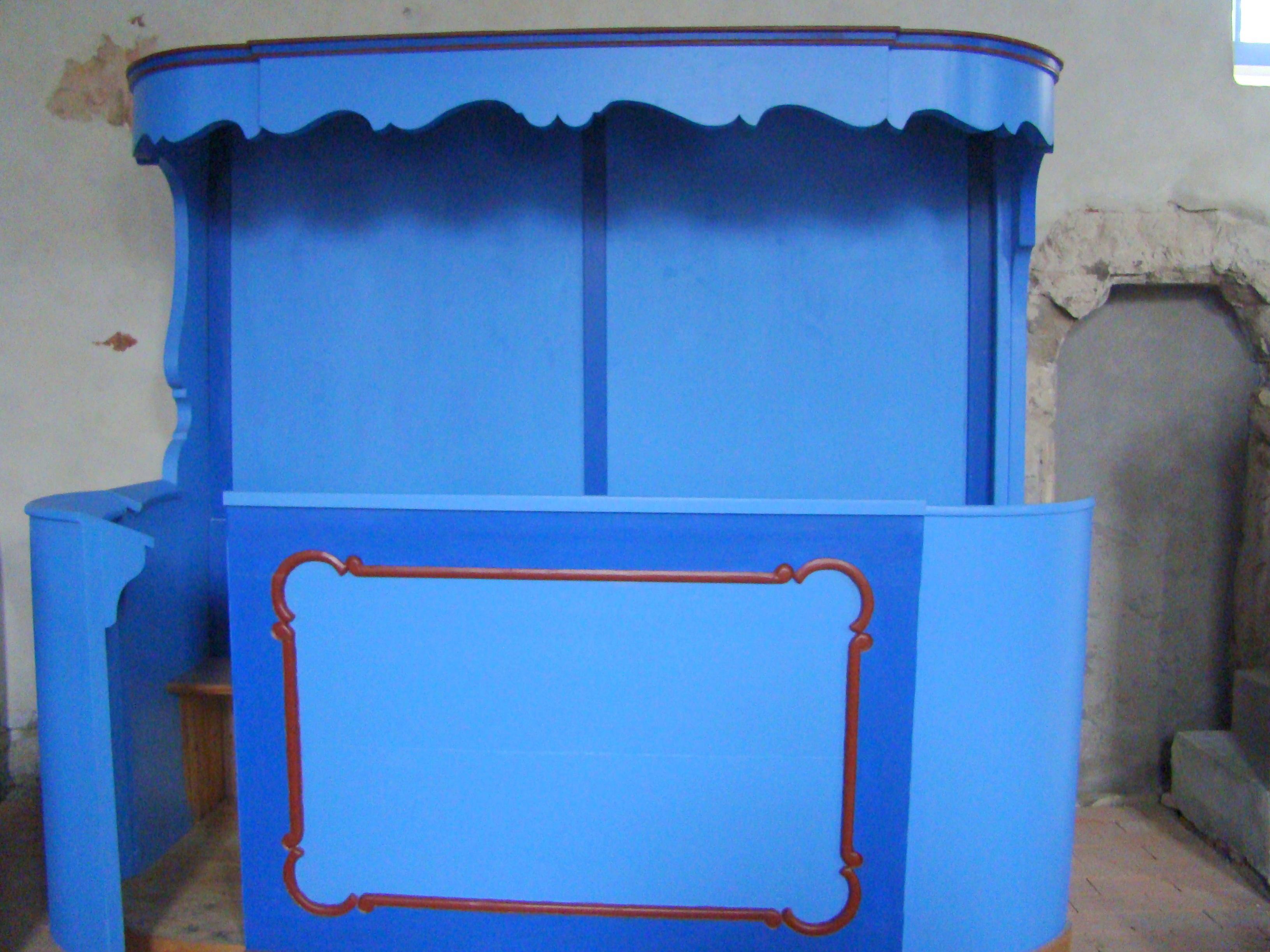
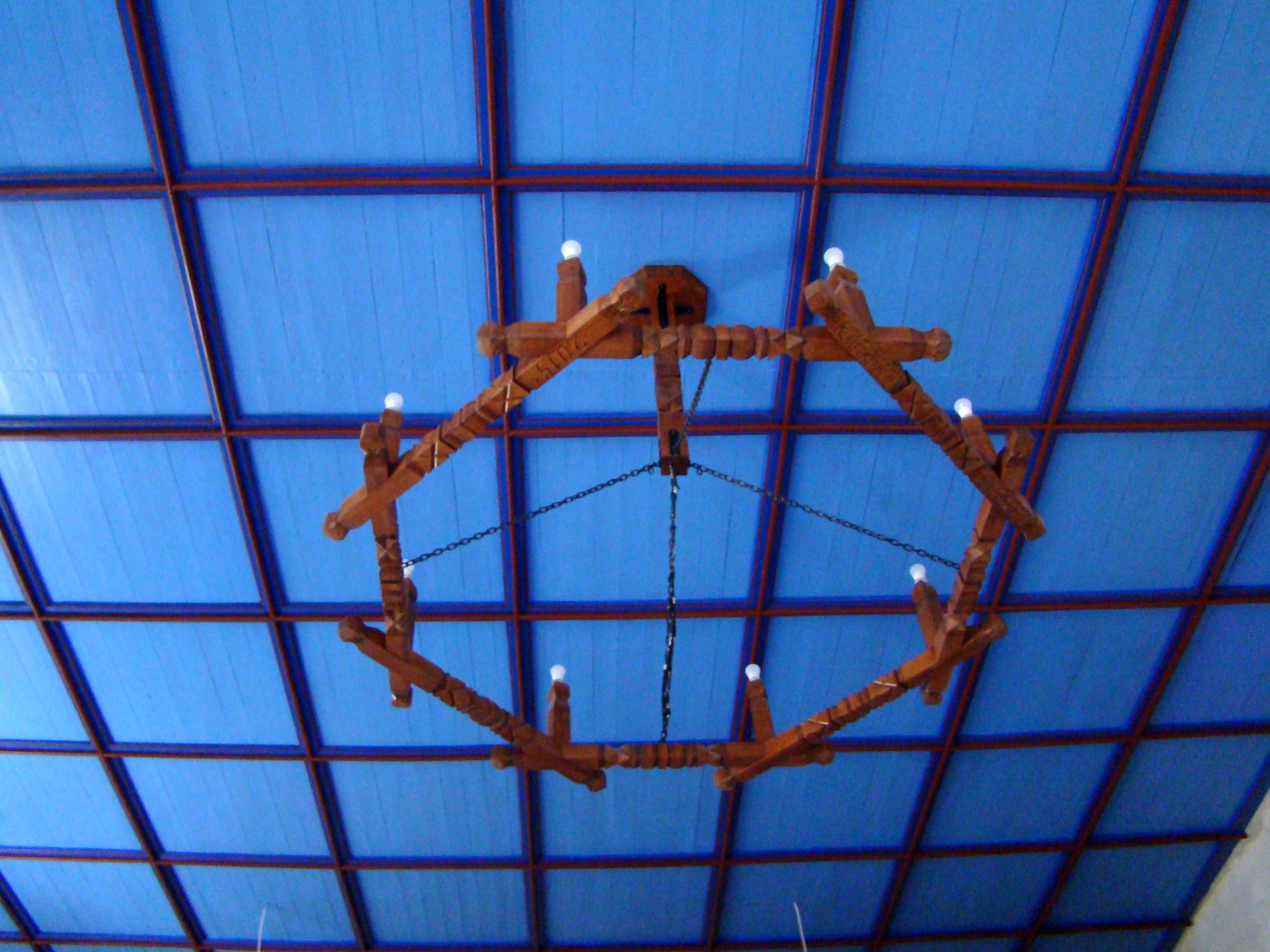
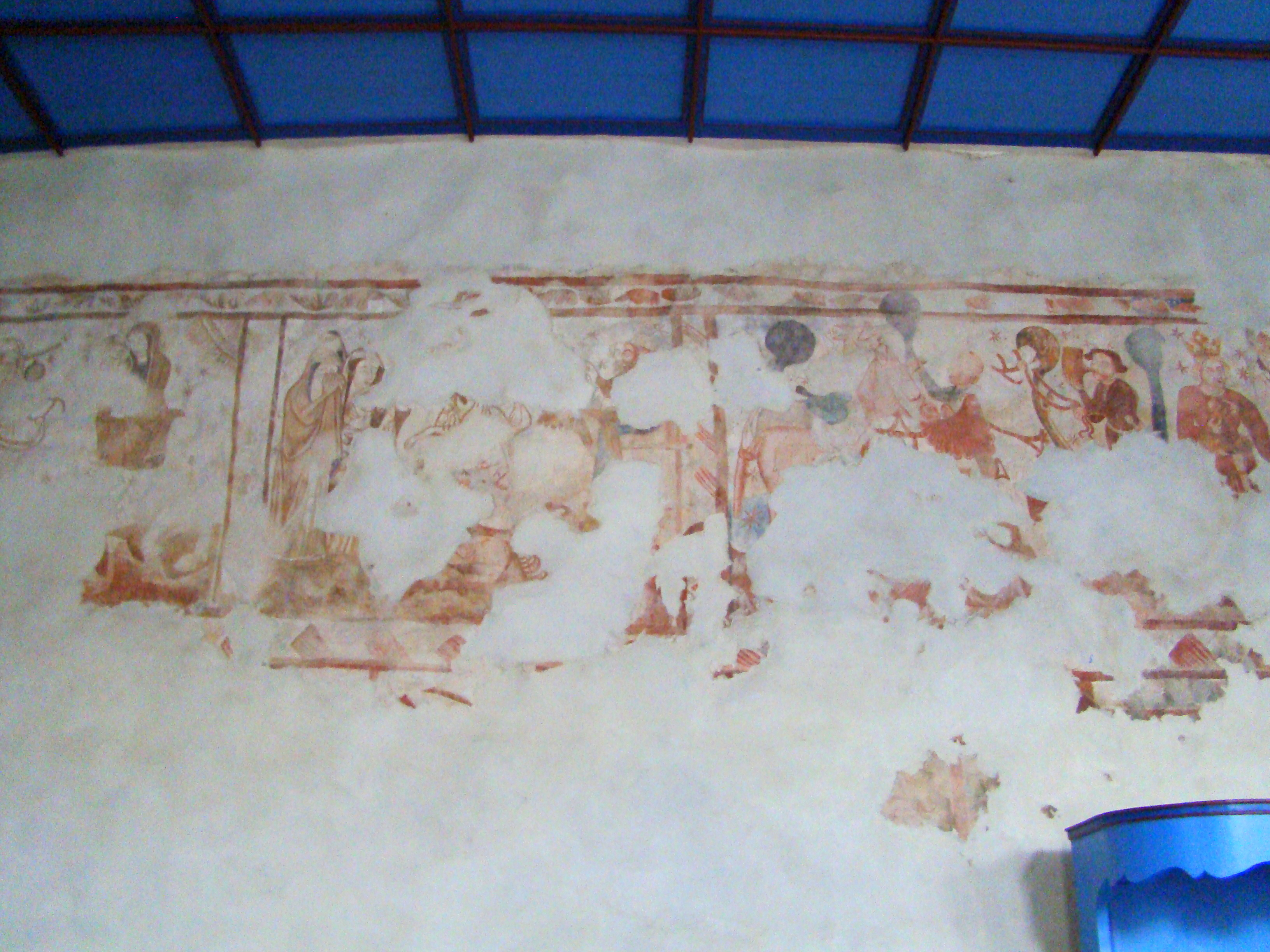
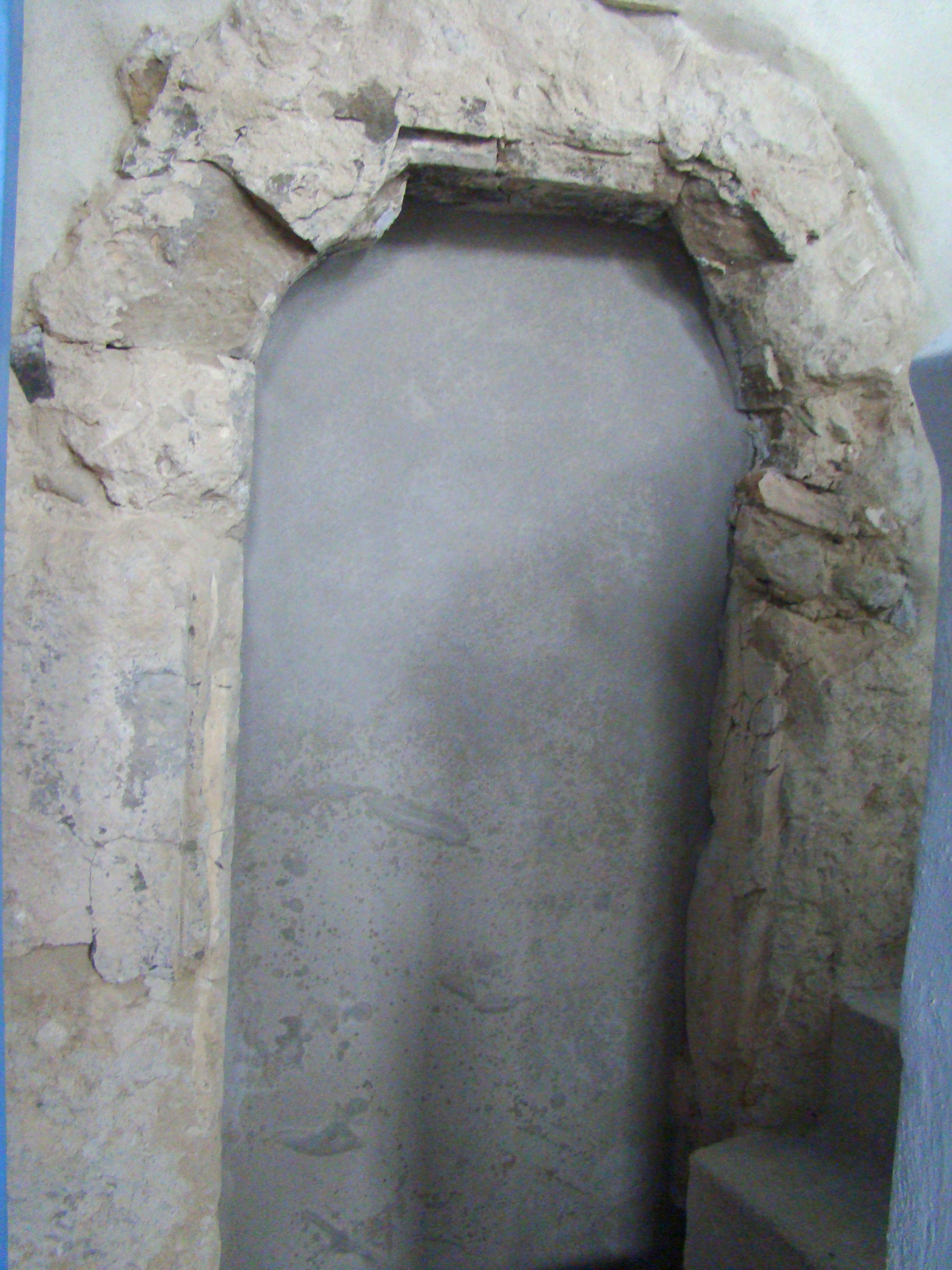
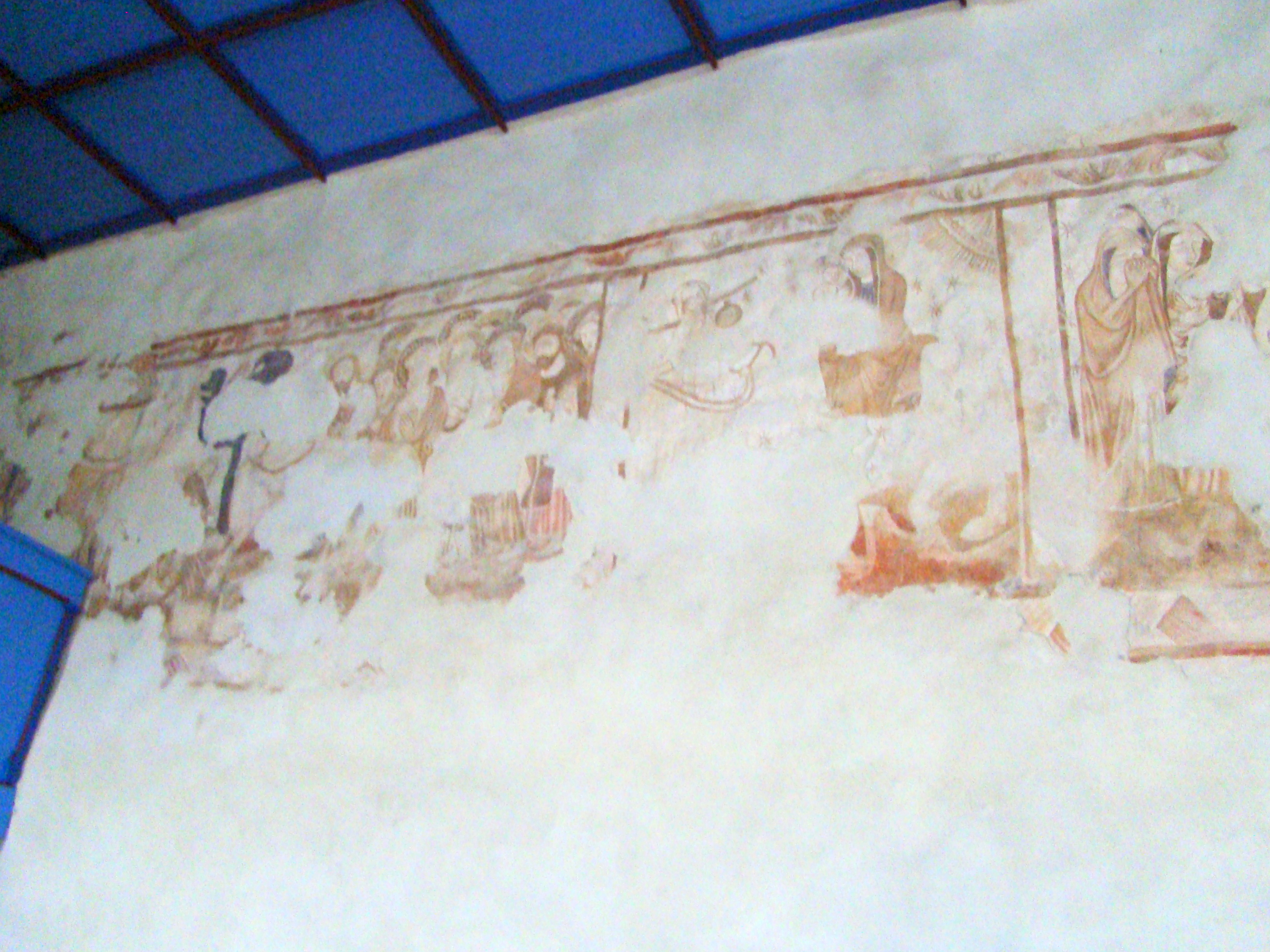
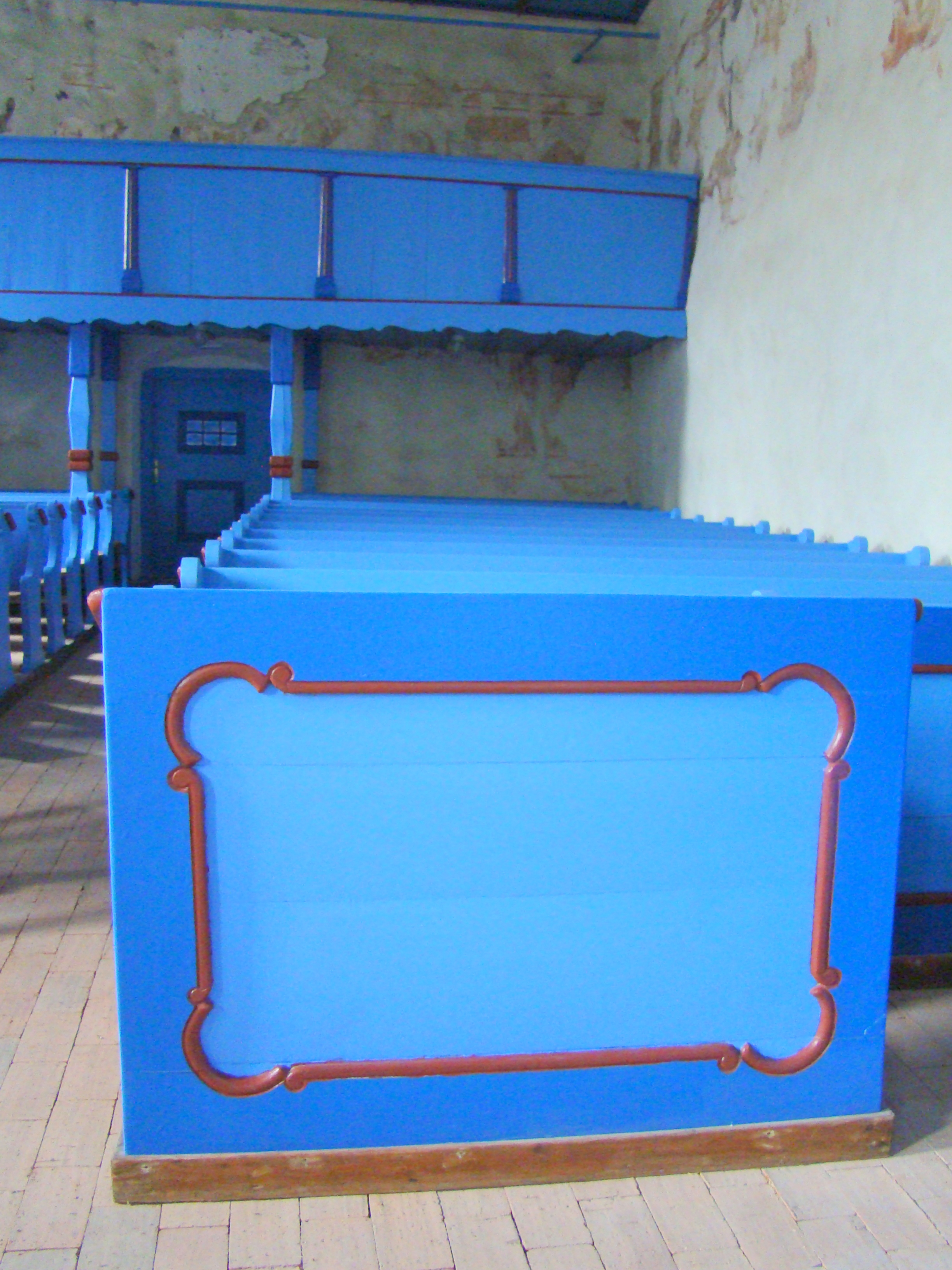
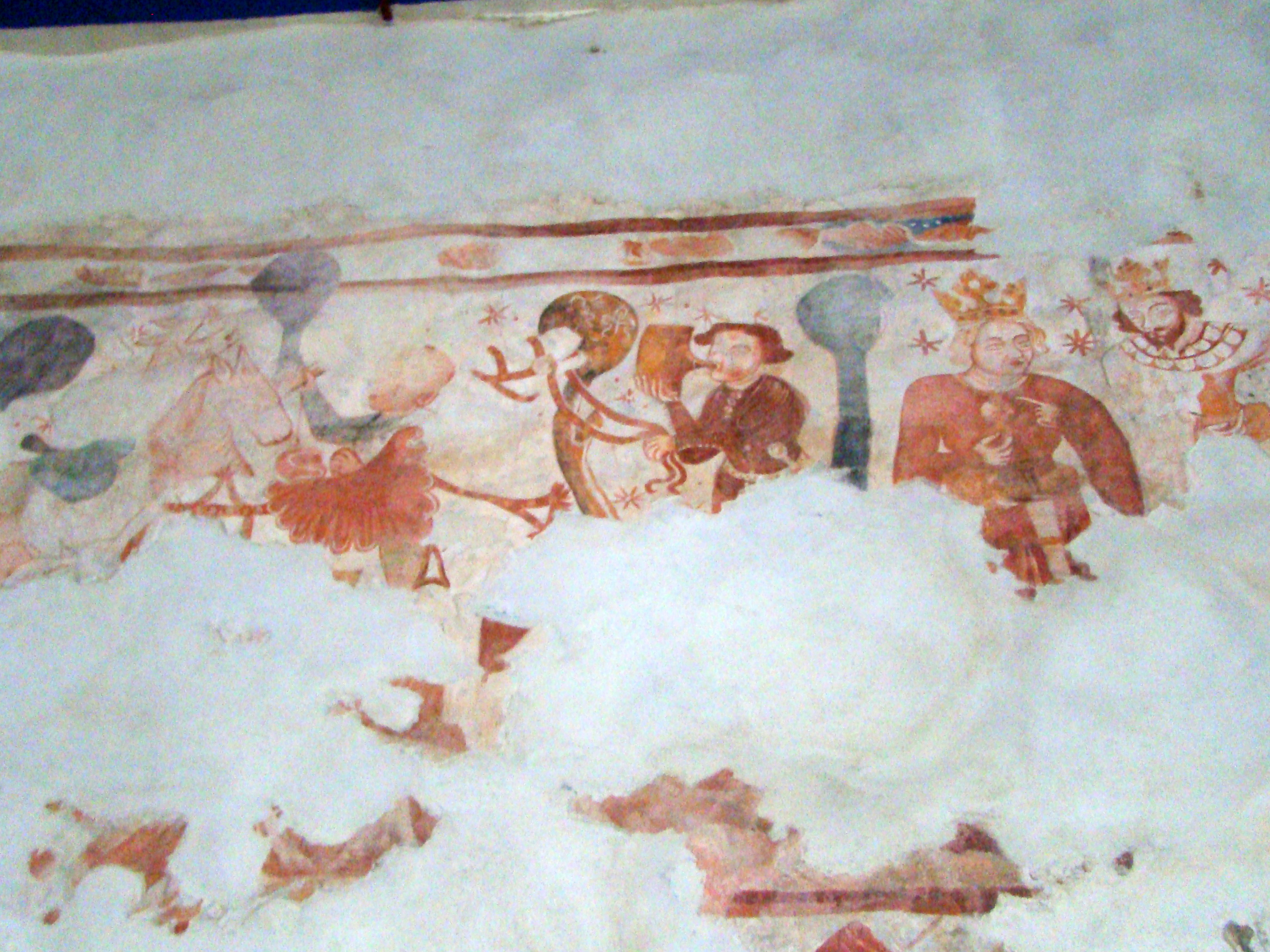
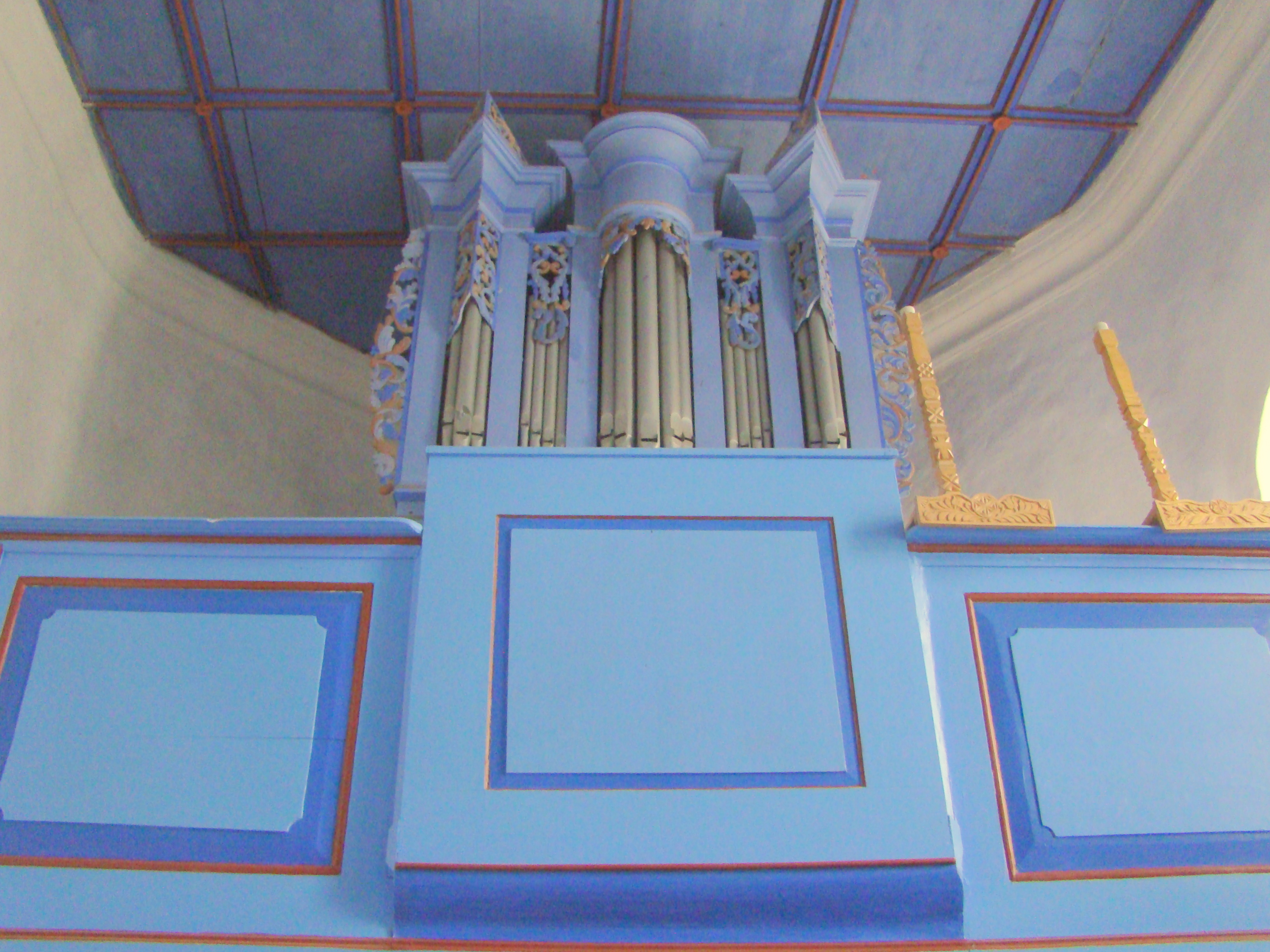
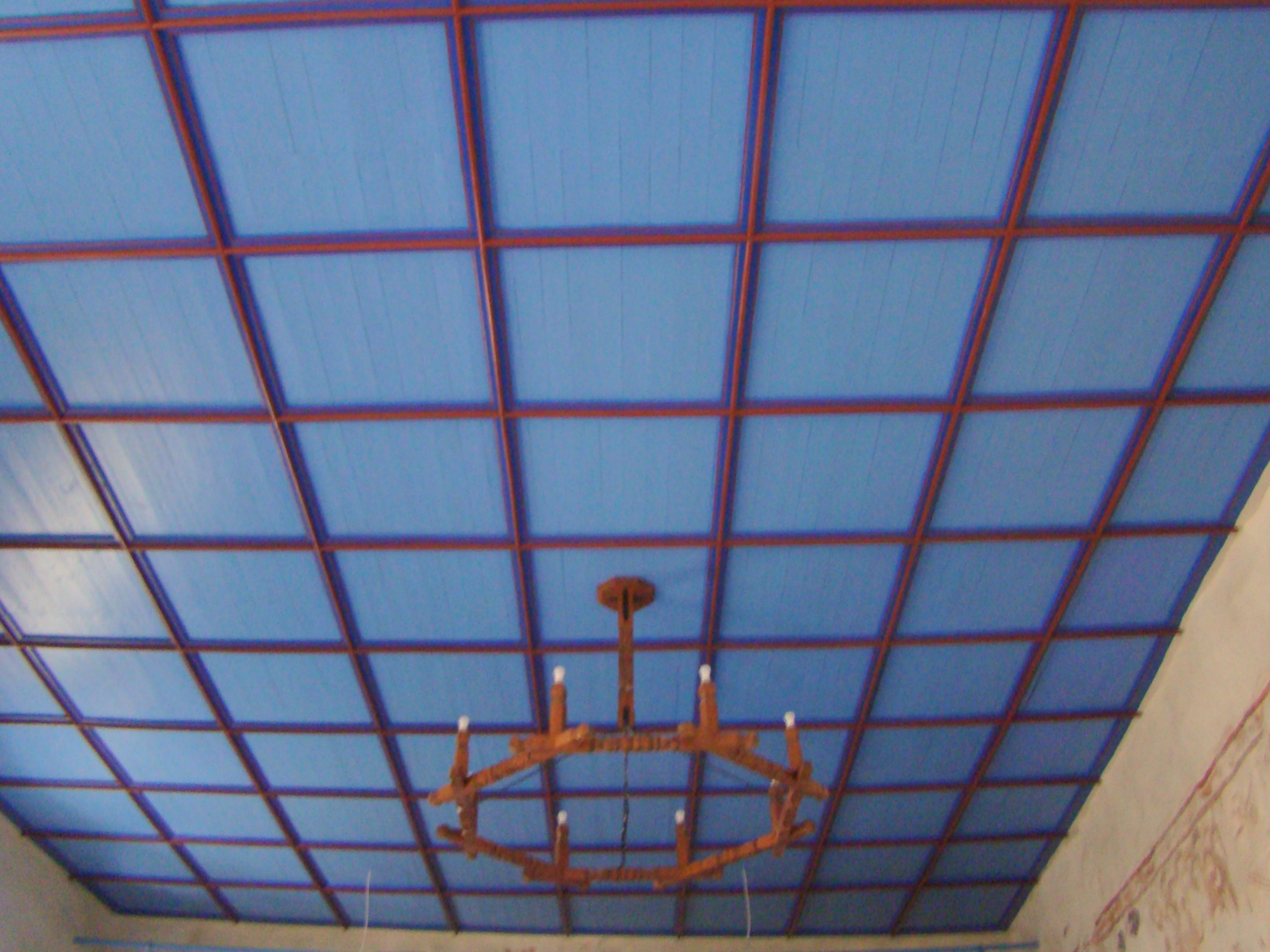
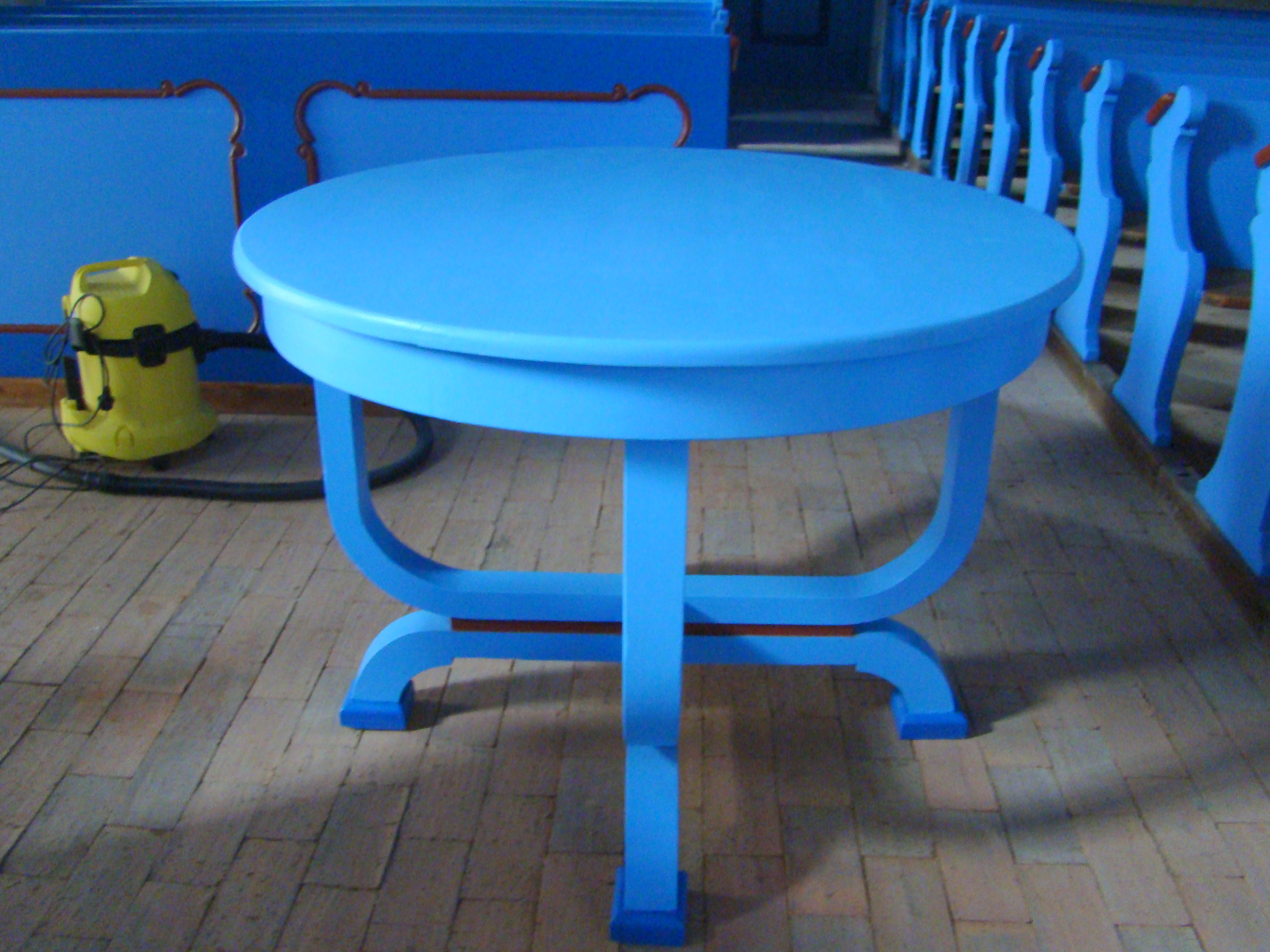
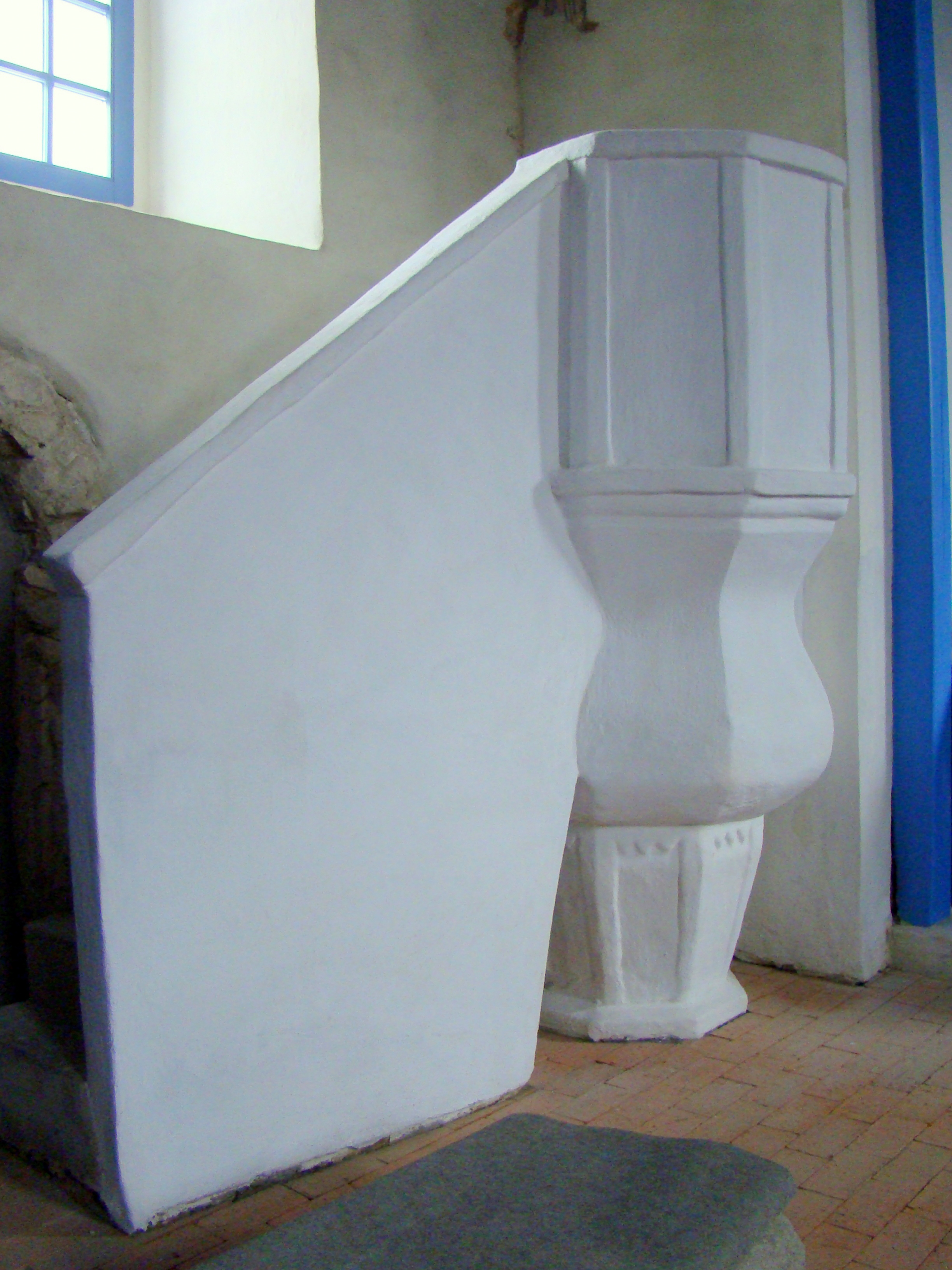
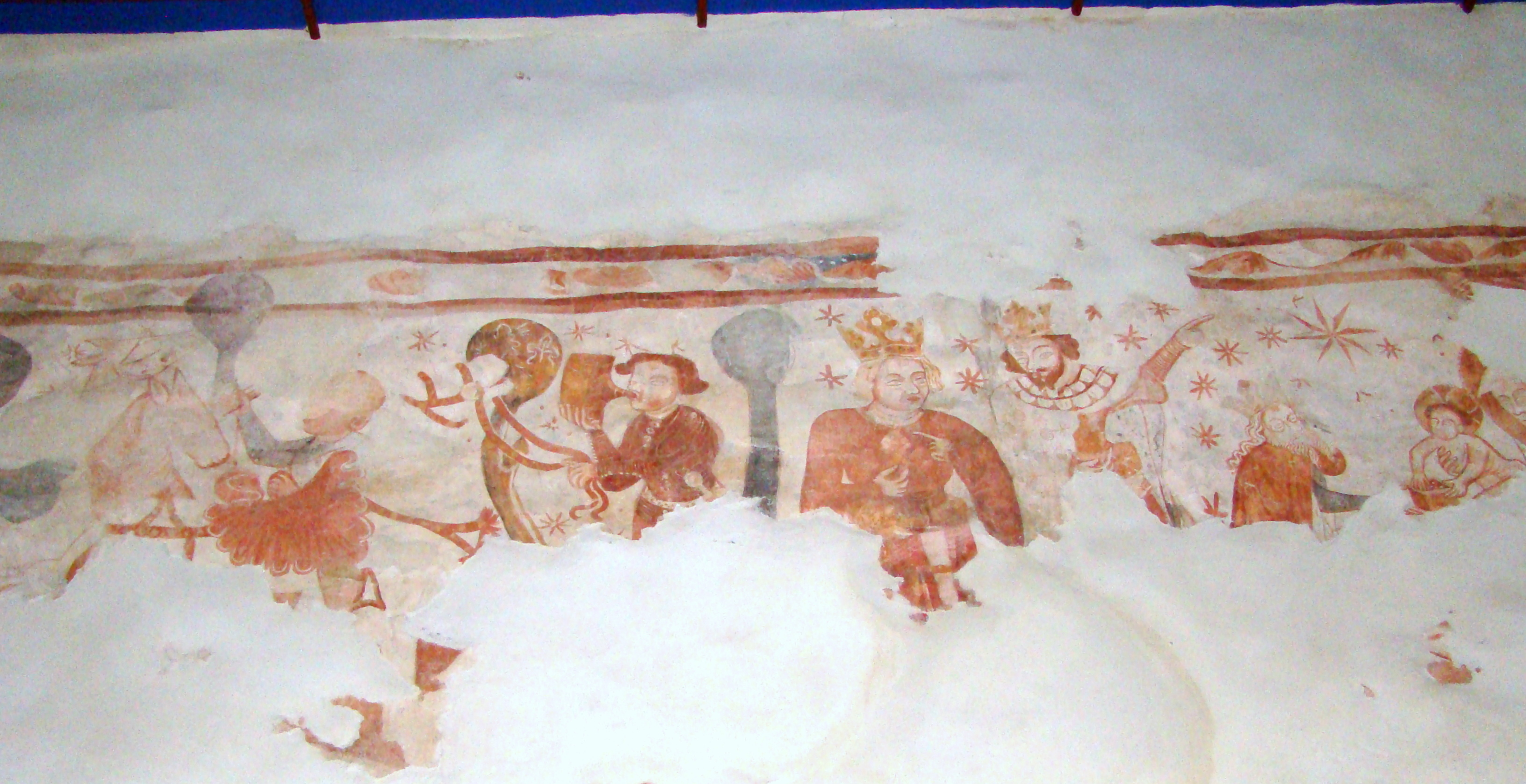
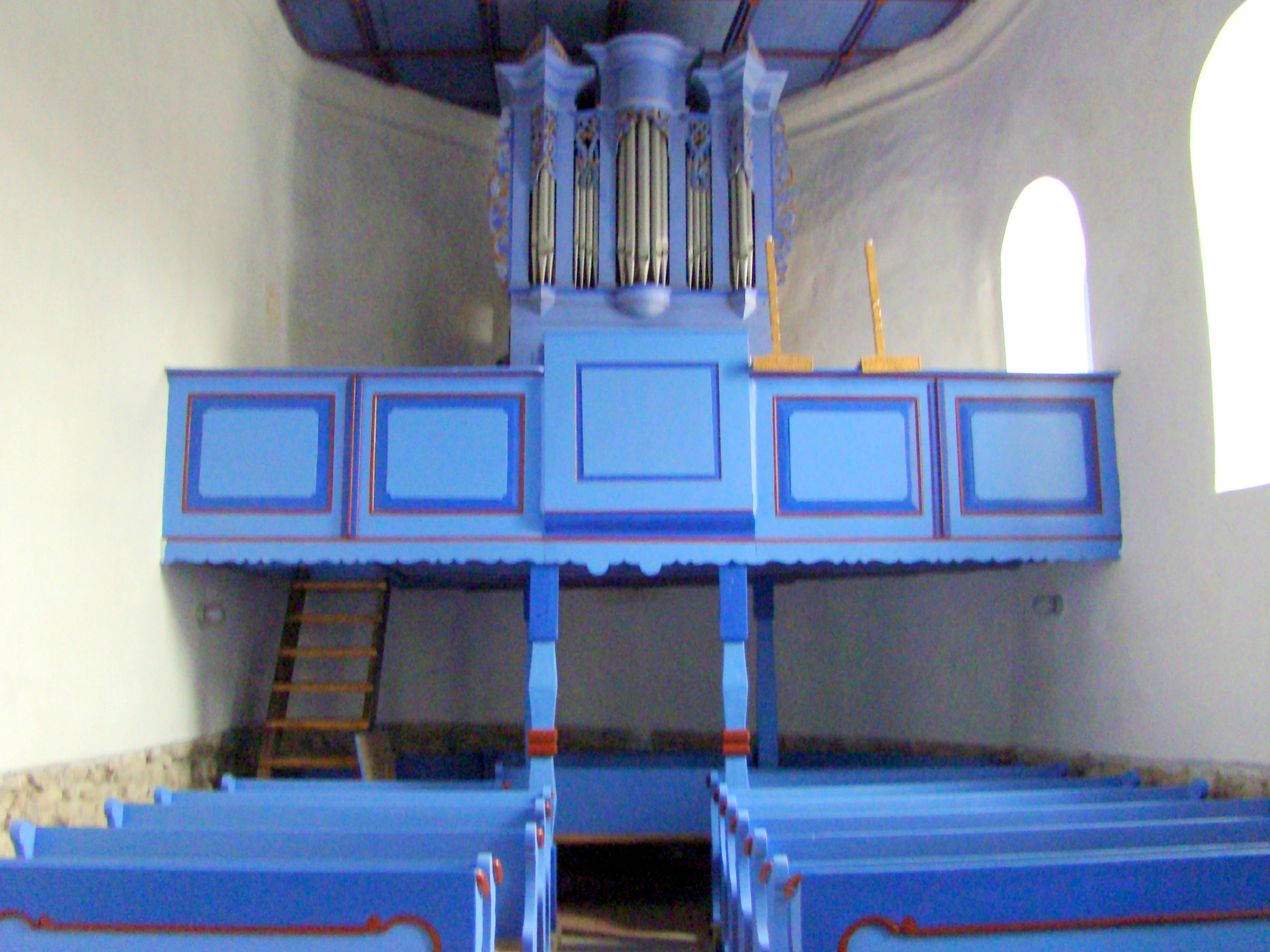
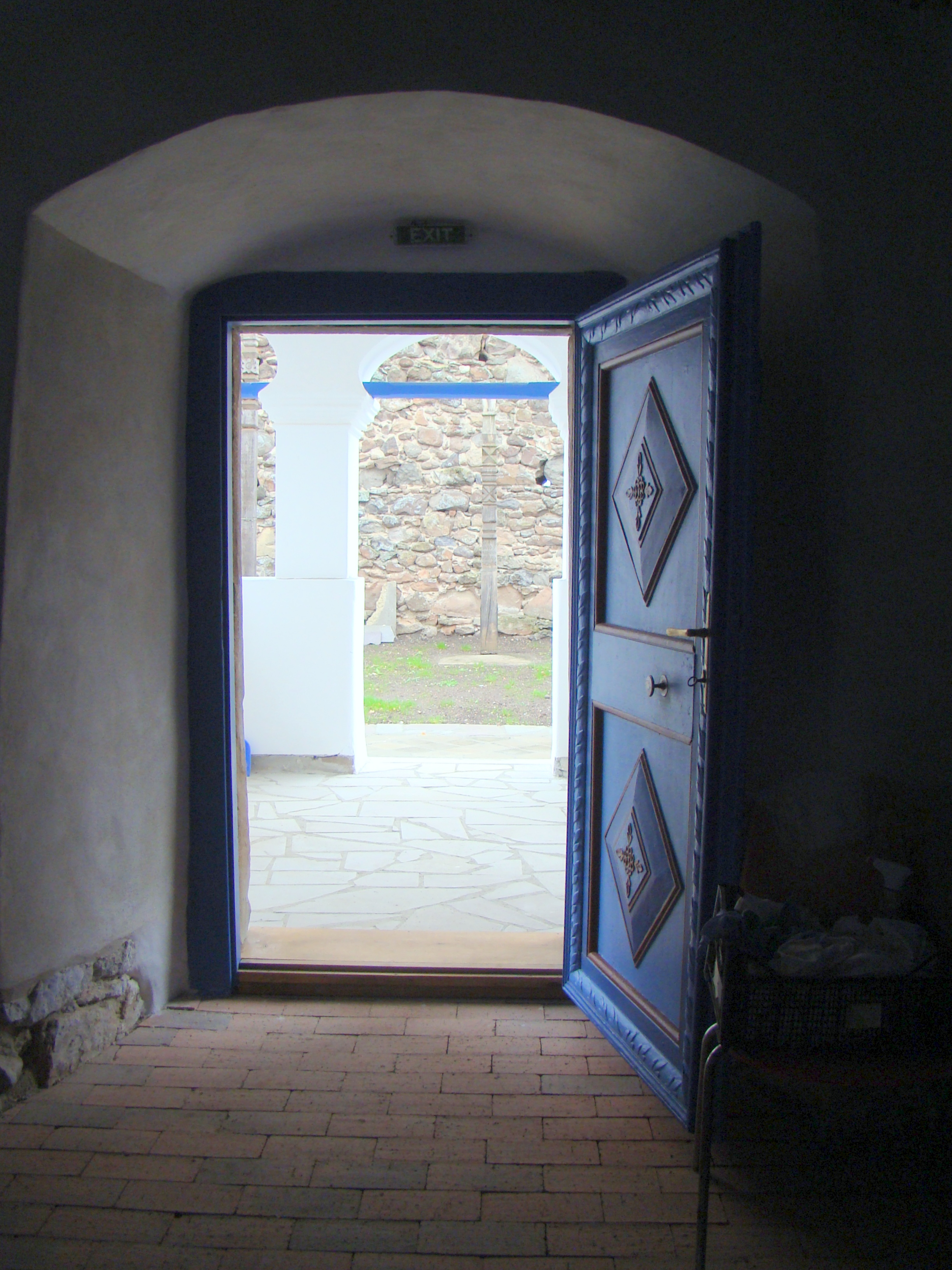

## Vezi și
- Ghidfalău, Covasna